# Киселёва, Ольга Игоревна
Ольга Игоревна Киселёва (род. 22 ноября 1965, Ленинград) — советская и российская художница.

## Биография
Ольга Игоревна Киселёва родилась 22 ноября 1965 года в Ленинграде в семье ученых-физиков. В 1977 году стала самой младшей победительницей в международном художественном конкурсе прибалтийских стран. В результате этого, в раннем для советского ребёнка возрасте совершила первое путешествие за границу в Хельсинки. Западные и советские газеты опубликовали её интервью, а победившая работа была приобретена Музеем Вяйне Аллтонена (Wäinö Aaltosen museo) в Турку (Финляндия). В 1981 году получила премию на всероссийском конкурсе по математике. Родители планировали научную карьеру для дочери, но она поступила в художественную школу № 190 при Ленинградском высшем художественно-промышленном училище имени В. И. Мухиной. В 1983-м поступила в Санкт-Петербургскую Художественно-промышленную академию им. А. Л. Штиглица на факультет декоративно-прикладного искусства, который закончила в 1988-м году.
По окончании академии Ольга Киселёва занималась изготовлением гобеленов и ковров по государственным заказам, оформлением театральных постановок. В 1989 году во время падения Берлинской стены, Киселёва с группой молодых художников из России была приглашена провести серию акций в берлинском музее Стены (Museum Haus am Checkpoint Charlie), который приобрел её работы. В эти годы познакомилась с ведущими представителями петербургской художественной сцены — Тимуром Новиковым, Сергеем Бугаевым-Африкой, Борисом Гребенщиковым и др.
В 1992 году поступила в аспирантуру при Государственном Эрмитаже и начала исследование, посвящённое языкам современного искусства и способам взаимодействия художника и зрителя. В этом же году познакомилась с известными европейскими кураторами Понтюсом Хюльтеном и Даниэлем Бюрреном, проводившими мастер-класс в ГРМ, которые пригласили её принять участие в работе Института изобразительных искусств в Париже.
В период с 1993 по 1995 годы Киселёва много времени проводила в Париже, где поступила в университет Сорбонна и познакомилась с ключевыми персонажами интернациональной художественной сцены — Чен Чжэнем, Ильёй Кабаковым, Алексем Шульгиным, Львом Мановичем, Эриком Дюкерцем и др. Её произведения все чаще фигурировали на международных выставках.
В 1996 году защитила диссертацию в Санкт-Петербурге и Сорбонне, издав по её мотивам книгу «Компьютерное искусство как форма диалога» (Cyberart, un essai sur l’art du dialogue. l’Harmattan, Paris, 1998), которая стала одним из первых изданий по медиаискусству в мире. После защиты получает предложение работать в Сорбонне и становится её профессором, окончательно перебирается в Париж. Ольга начинает активно путешествовать по миру, участвуя в одной выставке за другой, получая гранты и награды. Важное значение для её занятий медиаискусством имел грант фонда Фулбрайт, благодаря которому она в 2000-м году попала на стажировку к дизайнерам «Силиконовой долины» в Калифорнии. С ними она работала над первыми интерактивными мобильными интерфейсами.
В 2000-х гг. активно работает с известными международными кураторами — Николя Буррио, Питером Вайбелем, сотрудничает с русскими кураторами — Виктором Мизиано, Дмитрием Озерковым, Олесей Туркиной, Дарьей Пархоменко, Ольгой Шишко и другими, участвует в биеннале по всему миру (Венецианская, Стамбульская, Берлинская, Московская и др.). Работы Киселёвой попадают в крупные частные коллекции (Седрик Лиенарт, Галила Холландер и др.) и собрания музеев (МОМА, ГРМ и др.). Победила в ряде конкурсов современного искусства: «Дикрим» (Dicream) — Французского министерства культуры (проект «ДиДжи Кэбин»), «Аркади» (Arcadi, 2004) и др. В 2002 г. Ольга Игоревна Киселёва получила Государственную премию Академии Наук Франции, в 2006 — награду правительства Сан-Себастьяна за проект «Тьютор», а в 2007 г. — международную премию фонда «Про Арте» (Россия).

## Творчество и основные произведения
Творчество Ольги Киселёвой есть продолжение художественных течений, прогрессировавших в двадцатом столетии: от Дюшана и Габо до кибернетического искусства 50-х годов и телематических инсталляций 70-80-х. Киселёва нашла в себе творческие силы, позволившие ей влиться в интернациональное движение искусства новых медиа, не разрывая при этом связи со своим русским прошлым. Искусство художницы представляется нам чрезвычайно ценным как для мировой, так и для русской истории искусства рубежа тысячелетий.
Технологическое многообразие, различные интерактивные типы, пространственно-временные и тактильные особенности, художественный образ, строящийся на коммуникативных свойствах объекта в процессе его создания и на этапе его экспонирования, множество способов взаимодействия с произведением: все это отличает творчество художницы и находит отклики в эволюции искусства XX—XXI веков.
Совокупность уникальности личности Ольги Киселёвой с комплексом качеств интерактивного искусства, которые, в таком объёме, невозможно встретить ни у одного современного художника, ставит её в совершенно особое положение, и делает её художественные открытия крайне важными для эволюции искусства новых медиа.

### Видеоарт
Самостоятельный творческий путь Ольги Киселёвой начинается с конца 1980-х гг. На её занятия искусством оказали влияние многие факторы: семья, занятия в художественной школе, политический контекст эпохи, и даже увлечение альпинизмом, во время которых происходило её знакомство с миром. «Совершая восхождение, мы прилагаем неимоверные физические усилия, подвергаем свою жизнь опасности. Но все это не для того, чтобы „улучшить форму“ или „похудеть“, а для того, чтобы, наконец, дойдя до вершины, посмотреть оттуда на мир и увидеть то, что невозможно увидеть иначе», — считает она.
После падения берлинской стены, Ольга в составе группы художников ездила в Германию, где её работы были приобретены Музеем Стены (Museum Haus am Checkpoint Charlie). Мир уже казался ей почти открытым, а международное художественное сообщество таким близким для контакта, но на рубеже 1980—1990-х происходит целая череда событий, напрямую повлиявших на мировоззрение художницы. Во-первых, Афганская война и возвращение с фронта военных — молодых людей её поколения, система ценностей которых кардинально изменилась: «кажется, что жизнь и смерть поменялись местами». Во-вторых, это катастрофа на Чернобыльской АЭС, через несколько месяцев, после которой погибают все её киевские родственники. В-третьих, два противоречивых события: обвал в районе Эльбруса во время одного из восхождений и реабилитация в ауле под опекой чеченцев во время Чеченской войны, на которой, казалось бы, те же самые люди разрушают города и жестоко убивают мирных русских. В результате этого хаоса в голове художницы копились переживания, возникали многочисленные вопросы.

#### Как твои дела? / How are you? (1996—2001)

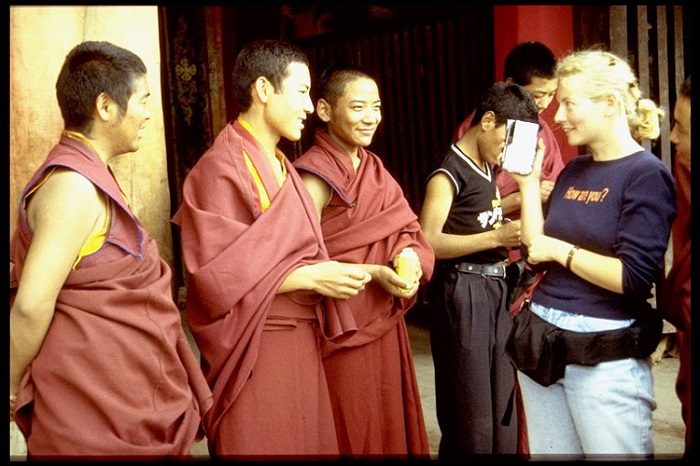
Процесс съёмки в Тибете

Отчасти, ответы на них Киселёва попыталась получить во время работы над первым крупным самостоятельным проектом «Как твои дела?» (How are you?, 1996—2010). Совершенно очевидно, что в английском языке этот вопрос не обязывает ни к чему, его можно просто проигнорировать. В наиболее содержательном русском он обретает иное звучание: подразумевает рассказ о последних событиях жизни, настроении и эмоциональном состоянии. Именно такой вопрос решила задать художница тем, кто был ближе всего к её мировосприятию — представителям художественного сообщества — и записать ответы на видеокамеру. Несмотря на то, что первые попытки были сделаны ещё на одной из выставок в Санкт-Петербурге в 1993 году, выход на международный уровень Киселёва получила только через несколько лет. Разумеется, её имя было тогда никому неизвестно. Поэтому, как во время визита в Тибет, так и на Венецианской биеннале, она была воспринята одинаково. Оказалось, что тибетские монахи были гораздо больше довольны жизнью, чем страдающая от всего подряд мировая художественная элита.

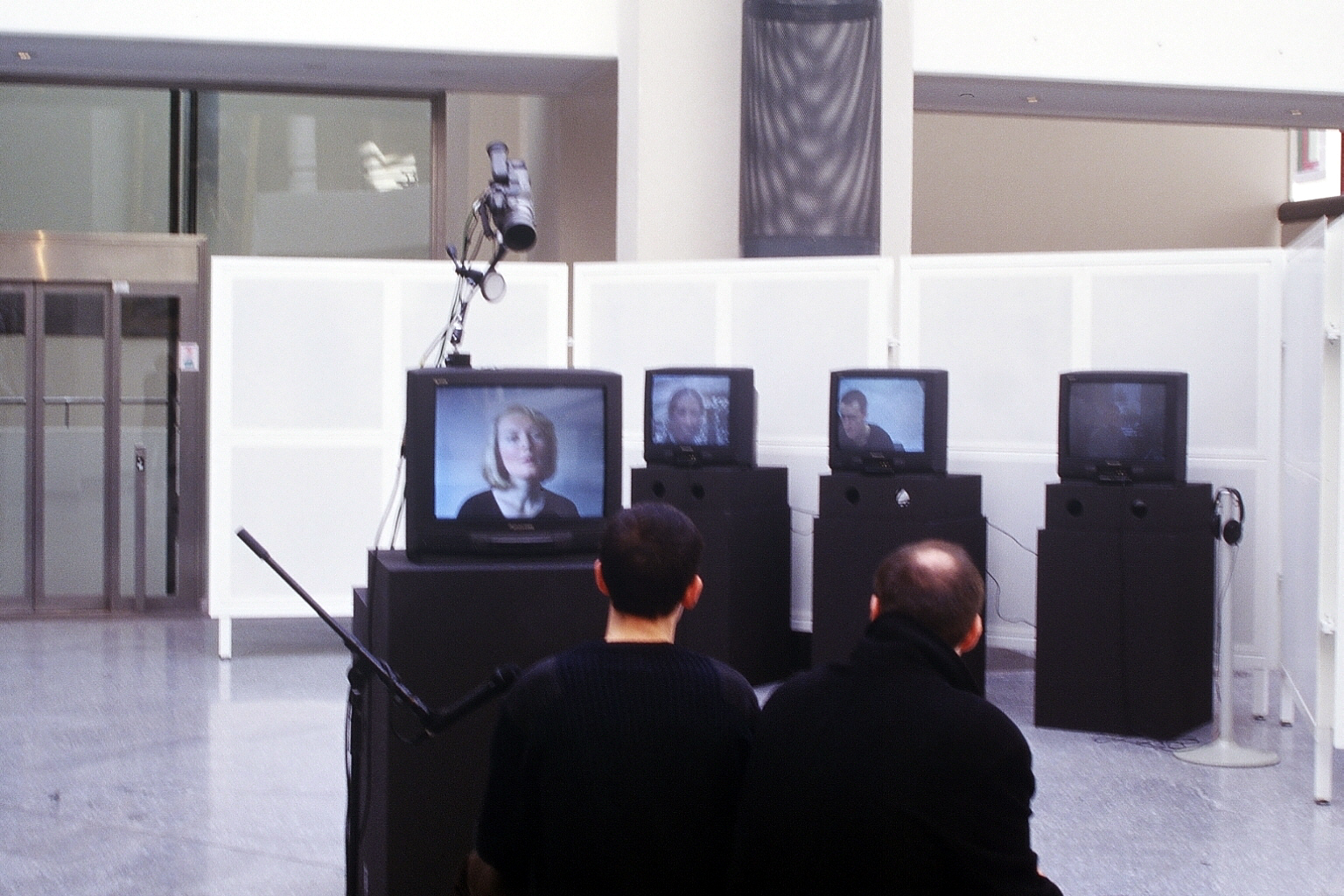

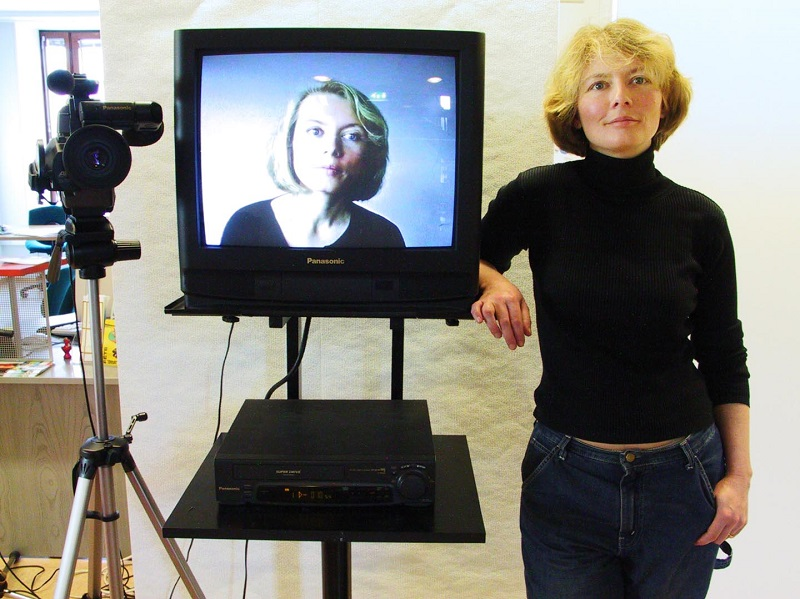
На выставке в KIASMA, Хельсинки, 2001

В девяностых годах в мировом искусстве возрастает количество интерактивных инсталляций, в которых сам по себе процесс взаимодействия и является художественной ценностью. Одна из таких инсталляций канадского художника Люка Куршенэ «Портрет номер один» (Portrait One, 1990), в данный момент находится в коллекции Центра искусств и медиатехнологий в Карлсруэ (Zentrum für Kunst und Medientechnologie Karlsruhe). Проецируемое на прозрачную поверхность изображение девушки кокетничает со зрителем, имитируя ситуацию внезапного знакомства в общественном месте. На каждый её вопрос, человеку предлагается выбрать ответ из заранее предложенных. В зависимости от желаемого, можно соблазнить девушку и пригласить её на свидание или быстро распрощаться. Девушка говорит на многих языках мира, перенося эту ситуацию в общечеловеческое мультикультурное поле. Ольга Киселёва перенесла эстетику художественного диалога из выставочного пространства в саму жизнь, давая собеседнику неограниченную свободу в том, что сказать молодой белокурой девушке в ответ, и облекала сам процесс этого диалога в художественную форму, задокументировав его на плёнку, и показав смонтированным на выставке. Уже тогда художница понимала важность диалога, но посетителю выставки предлагалось стать лишь свидетелем наблюдений автора. В работе над этим проектом был заложен основной принцип творческого метода художницы — коммуникация. В неё, с одной стороны, активно вовлекается зритель, и совершается попытка выйти на уровень его понимания. А, с другой стороны, рождается непредсказуемое художественное высказывание. О важности этого метода ещё при жизни говорил Марсель Дюшан, согласно мнению которого в творческом акте участвует не один художник — зритель переносит его в более широкий контекст, тем самым привнося свою долю в творческий акт.

#### Где ты? / Where are you? (2000—2004) // Не тот это город… / A wrong city (2000—2004)

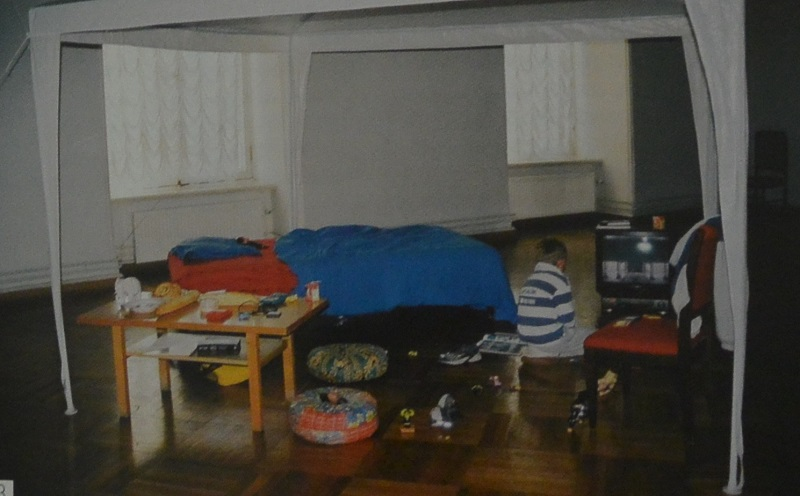
Вид на экспозицию в ГРМ, 2001

Ольга Киселёва. Не тот это город… В серии видео, фотографий и инсталляций «Где ты?» (Where are you?), «Не тот это город» (A Wrong City) Ольга находит универсальный код — конструктор, из которого можно собрать любой современный мегаполис. Интерьер комнаты, представленный на выставках, может быть сгенерирован под любую культуру мира. Его внешний вид будет зависеть не только от культурно-исторических нарративов, но и от актуальных событий и изображений, мелькающих в новостных лентах в той или иной стране. «Все больше и больше образов теперь не принадлежат конкретному месту и могут без труда развиваться в разных условиях». Зритель попадает в мир «актов её визуального опыта» [Мизиано]. В мир, который являет собой собранные в результате созерцания и анализа элементы.
Интерактивность этого кода уходит намного дальше выставочного пространства, интерактивной становится сама жизнь человека в условиях глобализации. Почти личное и сокровенное чувство ощущения себя дома поднимает ещё одну проблему глобализации, о которой ещё в семидесятых годах писал Маршал Маклюэн: «формальное развитие „большой деревни“ подчеркивает роль тактильности как части глобальной реконфигурации чувств». Под последним подразумевается перенаправление (или перераспределение) человеческого опыта в связи с развитием интернациональных медиа. Киселёва инициирует у зрителя вопрос: «почему я здесь, в этой комнате, в этом городе, на этой планете, в это время?»

#### Ваш автопортрет / Your self-portrait (2002)

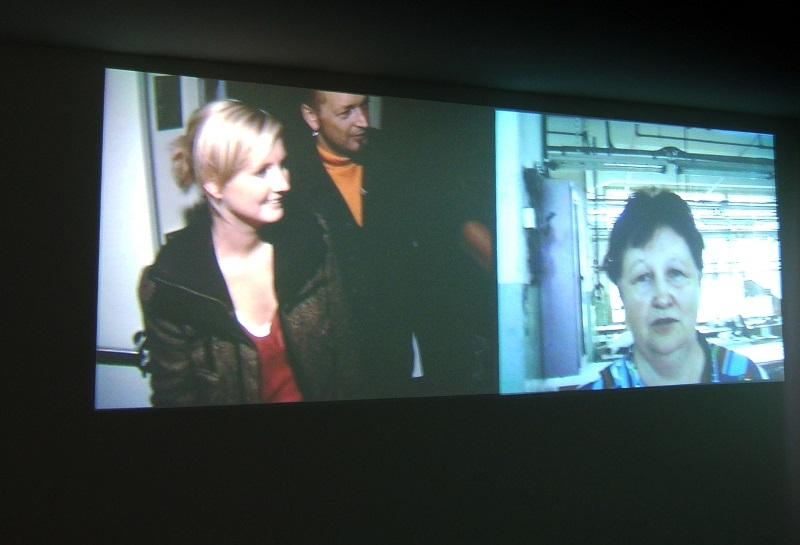
Ваш автопортрет (двухканальная видеоинсталляция). На выставке «Мы есть мир», Музей Рейна София, Мадрид, Испания, 2005

В работе «Ваш автопортрет» (Your self-portrait, 2002) личность художника искусственно стирается. Откровенные истории зрителям «рассказывают» работницы, по внутреннему устройству все ещё советского, петербургского завода «Краснознаменец». Возникает интимный диалог: они со зрителем, разделены лишь экраном. Но этот диалог выдуман, так как для съёмки видео использована техника «автопортрета перед зеркалом», которая заключается в том, чтобы максимально расслабить портретируемого перед камерой. Он видит своё изображение в прямом эфире, будто бы смотрит в зеркало, и прихорашивается, пытаясь как можно лучше выглядеть на камере. Для экспонирования были выбраны уникальные кадры, в которых портретируемый не смотрит на оператора, а полностью уходит в себя. Попадая в пространство инсталляции, оставаясь один на один с экраном и наушниками, человек как будто бы совершает видеозвонок своей родственнице в прошлое. Снятые в интерьере самого завода, его работницы гораздо больше походят на тех женщин, которые трудились для военной промышленности Советского Союза, вынужденные обеспечивать свои семьи, нежели на современных дам. Иллюзорно возникающий диалог является лишь надуманным монологом, в форме которого Киселёва продолжала исследовать вопросы зрительского погружения. Как уже было сказано, экран здесь выступает в роли зеркала, перед которым странным образом красуются и прихорашиваются женщины, явно отставшие от современных идеалов красоты. Такой тип закрытой интерактивности присутствует во многих ранних работах художницы.

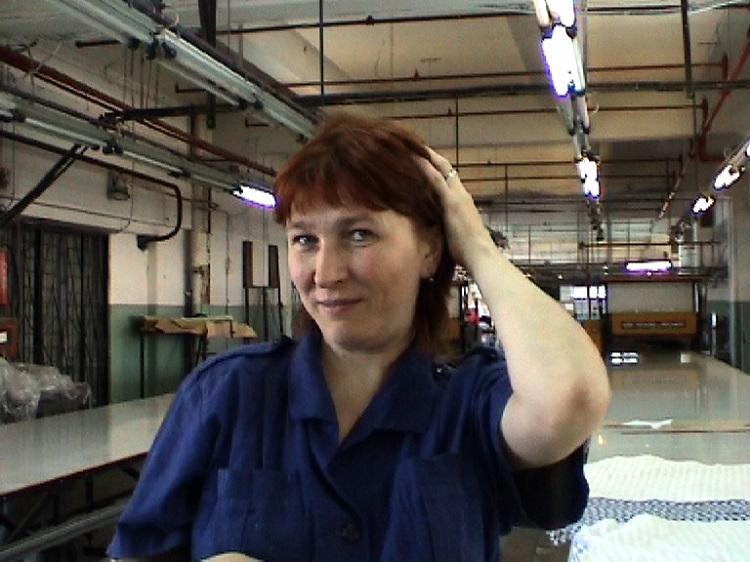
Ваш автопортрет. Фрагмент инсталляции

Тема самосознания исследуется в искусстве новых медиа уже более 50-ти лет. Мы находим смежные черты в инсталляции П. Вайбеля «Наблюдение за наблюдением: неуверенность» (Observation of the Observation: Uncertainty, 1973), где, как бы не повернувшись, зритель не мог видеть ничего, кроме своей собственной спины. Создавалось ощущение того, что это уже другой человек. Питер Кампус в «Интерфейсе» (Interface, 1972) давал зрителю возможность увидеть полноценного виртуального клона своего тела и влиять на него в реальном времени. В искусстве 2000-х мы имеем дело с целым рядом интерактивных инсталляций, созданных для раскрытия таких человеческих проявлений с приставкой само-, как наблюдение, идентификация и сознание. Одним из примеров может быть работа американо-нидерландского медиахудожника Теодора Уотсона «Портретная машина» (Portrait Machine, 2009). В её основе лежит компьютерная программа, при помощи фотографии создающая визуальную связь между посетителями, обосновывая её рядом характеристик, таких как выбор одежды, цвет волос, выражение лица и даже компоновка кадра. Она также может представить как сходства, так и различия этих характеристик, одновременно напоминая нам о том, как мы похожи, и о том, как каждый из нас уникален. Программа использует погрудные фотографии людей в разных позах, с разными жестами и мимикой, полученные в результате взаимодействия людей с фотоаппаратом. Все кадры поступают в базу данных, а программа делит их на триптихи, схожих друг с другом по разным параметрам, фотографий и выводит готовое изображение на экран.

#### Двери / Doors (2004)

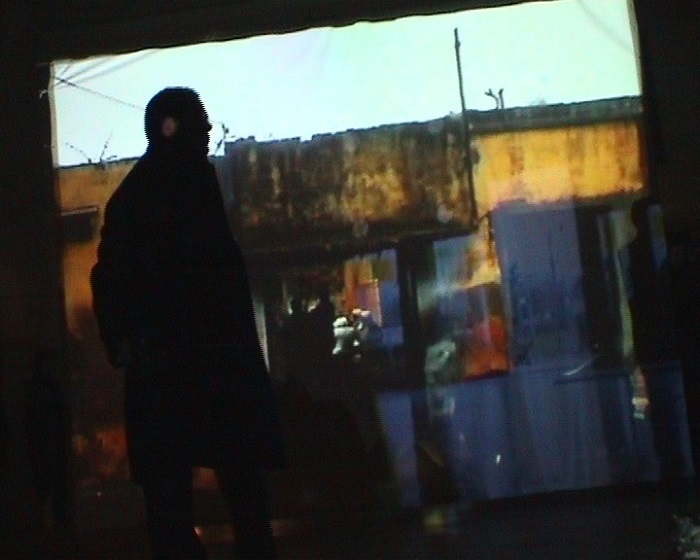
Двери. Выставка в галерее АРКА (Владивосток), 2004

В этой двухканальной видеоинсталляции интерактивность проявляется в связках между параллельными реальностями: Россией и Европой, Западом и Востоком, ведущими государствами и странами третьего мира. В «Контакте» находятся элитный район Парижа и Невский проспект Петербурга. Проекция с трансляцией на стене, подающейся в прямом эфире, смущает французских водителей, внезапно обнаруживающих новый для себя перекресток, и как нельзя лучше демонстрирует проблемы человеческого восприятия, поднимавшиеся ещё во времена художественного авангарда в XX веке.
«Двери» служат мостом между европейскими ценностями с бюрократами-европарламентариями и восточными с тихим афганским двориком, но этот мост скорее разрушенный (или «виртуальный»), чем настоящий. В результате сведения этих виртуальных мостов и искусственного создания диалога там, где он не может быть возможен, где-то на границе рождается сильное художественное высказывание.

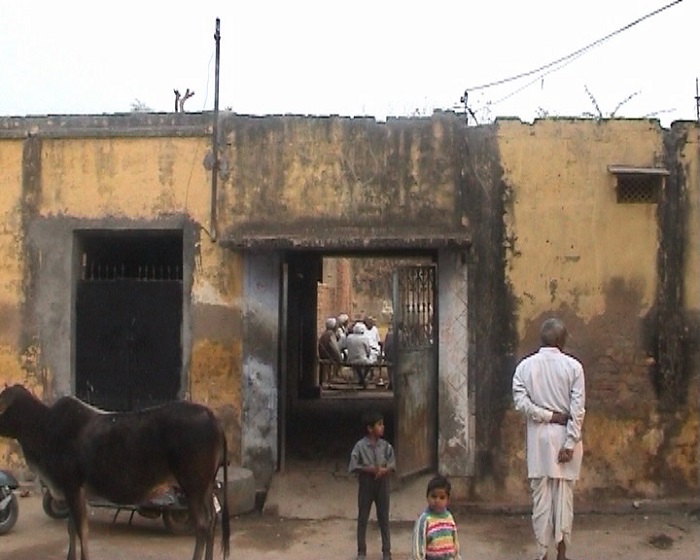
Двери. Фрагмент видео

История попыток наведения электронных мостов между мировыми культурами в искусстве новых медиа насчитывает почти столетие. Точкой отсчёта может служить манифест философа Бертольта Брехта «Радио как аппарат коммуникации», приуроченный к появлению радио, который впоследствии вдохновлял художников работавших с широким спектром интерактивных медиа.

#### Двойная жизнь / Double life (2006-по н.в.)

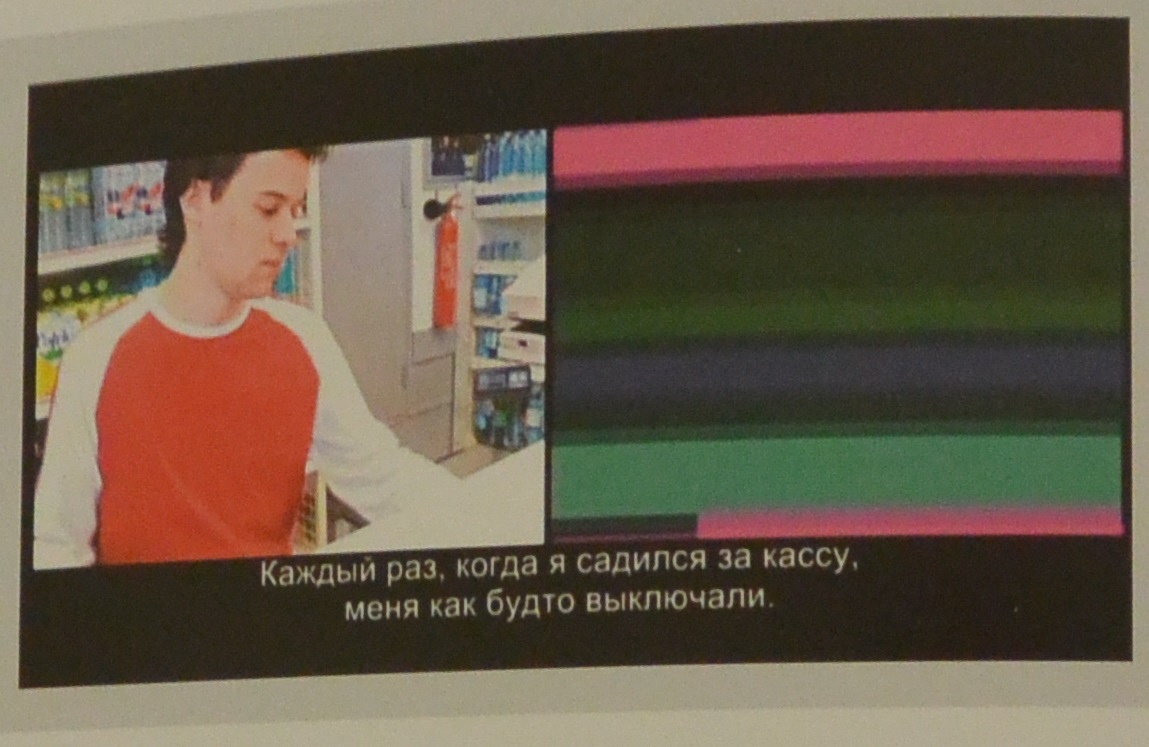
Двойная жизнь. Фрагмент двухканальной видеоинсталляции про Флорана ди Бартоло

Самым масштабным интерактивным проектом в жизни художницы стала «Двойная жизнь» (Double vie, 2006-по н.в.). Кажется, что тема глобализации, благодаря проникновению в личный мир, по преимуществу молодых, художников, лучше всего раскрывается в этой работе. В сегодняшнем мире даже таким представителям культурной элиты как художникам, приходится работать обычными продавцами в магазинах, смотрителями или ремонтниками. Несмотря на это, иногда их творчество рождается из подобного вынужденного рода деятельности: например, молодой парижский художник Флоран ди Бартоло увидел красоту в сотнях ежедневно отбиваемых им кассовых чеках. Такая двусторонняя жизнь была свойственна и самой Ольге в девяностые, когда она получала классическое образование и ткала гобелены, но с большими надеждами смотрела на новые технологии, как на ту реальность, в которой будут жить люди в ближайшее время.

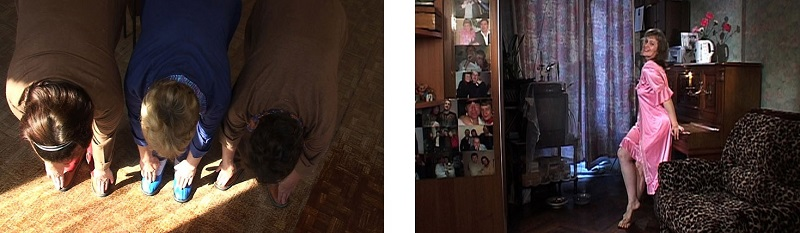
Двойная жизнь. Фрагмент двухканальной видеоинсталляции про Марию Буряк

В одном из видеодиптихов рассказывается история русской студентки Марии Буряк. Вот уже 3 года она учится во Франции на творческой специальности. Для того, чтобы иметь возможность продолжать обучение, она вынуждена подрабатывать в галерее. Её работа заключается в том, чтобы продать произведение искусства. При этом, сама она, как автор, ещё не реализовалась. Такая жизнь по двойным стандартам и показана Киселёвой на видеодиптихах, изображение на которых представляет собой интерактивно связанные истории. Из-за разного хронометража они воспроизводятся не параллельно. Каждый кадр имеет право в прямом эфире быть сопоставленным с любым другим, поэтому и зрительское восприятие видеодиптихов всегда различно.
Для Киселёвой как практикующего автора важно поставить вопрос: «кого и по какому праву можно считать художником»? В процессе работы над составными частями проекта для каждого художника создается две истории. Одну он снимает про своё творчество, совершая какой-либо художественный акт. Вторую снимает уже Киселёва. В ней рассказывается о том, чем художник занимается в «свободное» от искусства время. Получается своеобразный «бэкстейдж», демонстрируемый параллельно с «фронтстейджем». В результате зритель, как у кубистов, имеет многосторонний взгляд на произведение творческого акта и сам этот творческий акт.
На выставках зрители были буквально окружены экранами с параллельно идущими видео. В одном из каталогов первых выставок проекта куратор Натали Трамбле упоминает: "Инсталляция расположена в небольшой комнате с красивым красным диваном в центре, которую окружают три видеоэкрана. Некоторые посетители на открытии прозвали его «Олин диван». Как уже было неоднократно замечено, работы Киселёвой «тематизируют стык реального и виртуального пространств, анализируют роль художника в современном обществе». Интерактивность, как мы видим её в данном контексте, начинается тогда, когда зрителю предстоит выбрать, в какой последовательности смотреть на экраны, какое изображение принимать за реальное, а какую вымыслом. Активируется его интерактивная мозговая деятельность. Фактически, перед таким же выбором зрителя ставили ещё пионеры видеоарта в лице Нам Джун Пайка и других, впервые поместившие несколько видеопроекций в одно пространство. Но именно в наше время, когда границы национальных культур стираются и остается все меньше уникального, сложнее найти эту грань между гениальным художником и обычным авантюристом. Подвергая критике, в том числе и своё, творчество как процесс, художница даёт зрителю возможность поверить в одну из двух предложенных историй и посмотреть на жизнь современного художника другими глазами.

### Нет-арт
В начале девяностых Ольгу ожидало несколько судьбоносных знакомств. Во время визита знаменитого европейского куратора Понтюса Хюльтена для создания проекта в Русском Музее, она оказалась среди его участников. Известный специалист пригласил её принять участие в деятельности Института изобразительных искусств, которым он руководил в Париже совместно с Даниэлем Бюреном. Благодаря этому счастливому событию, произошедшее на фоне путча и окончания перестройки, Киселёва попала на интернациональную художественную сцену. Она оказалась среди дизайнеров, работавших над первыми электронными интерфейсами в так называемой «Силиконовой долине», в Калифорнии, что так рано дало ей понимание экранной реальности как важной составляющей будущей жизни человечества. В это время Киселёва в качестве исследователя активно изучала суть компьютерного искусства и защитила диссертацию «Компьютерное искусство как форма диалога» (Cyberart, un essai sur l’art du dialogue) в парижском университете Сорбонна. В Калифорнии подобные исследования на тот момент были уже обыденностью, а до Европы только доходили первые весточки. В итоге, в конце девяностых художница окончательно поселилась в Париже.

#### Молчание / Silence (2000)

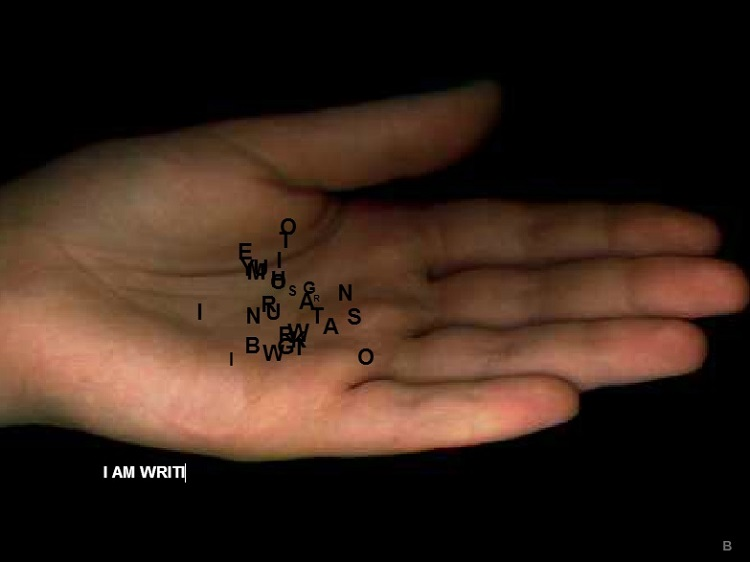
Молчание. Фрагмент инсталляции, 2001

Первой серьёзной работой, выполненной для компьютерного интерфейса, можно считать «Молчание» (Silence, 1999). Как позже отмечал исследователь творчества художницы Франсуа Тайяд, эта работа стала классикой нет-арта. «На входе на сайт зрителя приветствует надпись „Шум = отсутствие слов = тишина“, предупреждающая о том, что бессознательность механизмов нашего понимания подвергнутся встряске, а выбранные пути будут дополнены сладким привкусом сюрреалистического абсурда. После этого появляется рука, кажется из фильма Бунюэля, демонстрирующая своё желание к разговору и объятию. Она приглашает нас вступить в диалог».
Анализируя эту работу, Лев Манович сравнивает руку из «Молчания» с рукой из знаменитого «Андалузского пса» (Un perro andaluz, 1929) испанского режиссёра Луиса Бунюэля. В классическом фильме из руки погибшего лезут муравьи, являя метафору смерти. У Киселёвой муравьи превращаются в буквы, которые ведут себя так же бессознательно и суетливо, как стадо муравьёв. «Буквы пытаются донести до нас сообщение, но они не могут… Взаимодействие отрицается». Текст, который предлагается ввести зрителю, разлетается по ладони, превращаясь в сумбурную и неопределённую массу медийного шума, о котором в своей книге очень подробно и прозаично написал Джон Сибрук. Художница создаёт ситуацию, где взаимопонимание возможно. Но, в конце концов, отказывается от этого. Для того, «чтобы напомнить нам, что можно только мечтать о том, что все наши исходящие сигналы будут пробиваться; все, на что мы можем рассчитывать, это лишь редкие моменты, когда буквы выстраиваются в слова, чтобы вскоре снова превратиться в шум». «Молчание» — это пример той работы, в которой зритель получает направленное к нему сообщение художника, лишь ощутив негатив, отрицание какого-либо контакта. Интерактивные возможности, которые вначале кажутся ему вполне реальными, в итоге остаются нереализованными, обратно уже упомянутой инсталляции Л. Куршенэ «Портрет номер один», в которой активные действия зрителя приветствуются и награждаются опытом общения с виртуальной девушкой.

#### Завоеватели Арктики / Arctic conquistadors (2000) // Завоеватели / Conquistadors (2007)
Заметными произведениями в области компьютерной анимации и нет-арта являются «Завоеватели Арктики» (Arctic Conquistadors, 2000) и «Завоеватели» (Concquistadors, 2007). Продолжая проблематизировать мировое политическое поле, художница обратила внимание на крупные корпорации, деятельность которых охватывает все большие сферы, в результате чего они начинают ассоциироваться у масс с их символикой. Даже такой нетронутый кусок планеты как Арктика как будто подчиняется им. На глазах у зрителя белый, покрытый полярным льдом, континент заполняется символикой крупных корпораций. В конце концов, под «толщей логотипов» не остается ни единого пустого места. В 2007 году эта же идея была спроецирована художницей и на карту России, которая, к тому времени, была уже активно включена в глобальные мировые процессы. С одной стороны, художница даёт неутешительный прогноз на будущее. С другой стороны, выходит на уровень зрителя, который без труда опознаёт среди этих символов знакомые ему логотипы торговых и промышленных марок. Она откровенно рассказывает ему о своих опасениях, призывая сделать все для того, чтобы этого не случилось. Демонстрация страшного сценария полностью унифицированной планеты способна пробудить в зрителе самые ярые желания к его самосознанию.

### Интерактивная скульптура
Главная особенность творчества Ольги Киселёвой — это коммуникация. «Если мне не с кем посоветоваться, я советуюсь со своими студентами», рассказывает Ольга в личной беседе. Вот и Оливер Грау пишет, что «известные международные художники часто работают учеными в исследовательских институтах, задействованными в создании новых интерфейсов, интерактивных аппаратов и новых кодов». Коммуникация на всех уровнях является главной составляющей не только интерактивного искусства, но и искусства новых медиа в целом.
В диалоге с исследователями из широкого спектра дисциплин рождаются и её интерактивные скульптуры. Их отличает «мощный научно обоснованный подход», который, по мнению куратора Дмитрия Озеркова, «ставит Киселеву в ряд с художниками российского авангарда, которые всегда оценивали свои работы как глубокий и подробный эксперимент на благо человеческого будущего». Вспомним и то, что, как и мы, авангардистские художники называли произведения «объектами», указывая на их вещественную и функциональную сущности. Термином «tool» (который в данном контексте может трактоваться как объект или инструмент) в книге 1998 года по мотивам своей диссертации Киселёва обозначает то, что он напрямую связан с созиданием. «Чтобы создать произведение электронного искусства, надо создать сам „инструмент“, так как лишь при его наличии можно задумываться о его визуальных и эстетических качествах». В данном контексте, мы проанализируем, чем же являются интерактивные скульптуры художницы, в которых «интеракция происходит с помощью интерфейса, аппаратно-программного комплекса, разработанного для конкретного случая». А иногда и просто, со всеми его функциями, выхваченного из утилитарного контекста, что является наиболее актуальной художественной задачей сейчас, когда технологическая реальность стала неотъемлемой частью жизни.

#### Пауэрбайк / Powerbike (2003)

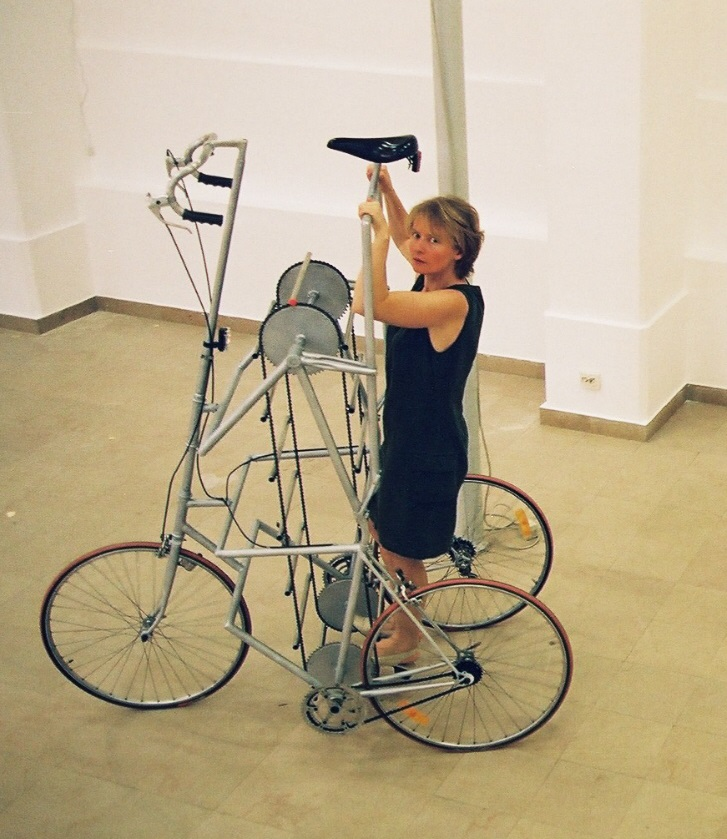
Ольга Киселёва и Пауэрбайк

«Пауэрбайк» (Powerbike, 2003), впервые показанный на 50-й венецианской биеннале, является одним из центральных интерактивных объектов Ольги Киселёвой. Художница изобрела дружелюбное устройство, гибрид велосипеда и детской лесенки. Зрителю предлагается взобраться по лестнице, продвижение по которой подразумевает движение байка вперед, к атрибутам хорошей жизни (богатство, власть, красота и т. д.). Задача кажется простой. Однако, эффект от усилий зрителя оказывается полностью противоположным желаемому. С каждой новой ступенью он отдаляется от цели, потому что велосипед движется в обратном направлении.
В «Пауэрбайке» пересекается множество тем, которые прослеживаются в творчестве Киселёвой. Это и обманчивость видимого, и напоминание зрителю о том, как теперь все стало легко достижимо, и сравнение современного капиталистического мира с советским, с его сложностями и неоднозначностью, и проблема технологического «виртуального», и «ложная» интерактивность с обратным результатом. Названный куратором Олесей Туркиной «психопатическим тренажером», «Пауэрбайк» демонстрирует популярную сегодня в массах идею о «Восстании машин». С одной лишь разницей в том, что бунтующий аппарат возникает не благодаря человеку, испорченному своим материальным богатством, а благодаря самой природе, которая на самом деле хочет избежать подобного. Выступая морализатором, Киселёва остается постдиаспорным художником, вскрывающим проблемы разных локальностей современного общества через прямой диалог со зрителем. Природа тренажера в том, что он "произвел один из самых незаметных и мощных сдвигов нашего времени, революционизировавших отношение к реальности и окончательно разрушивших оппозицию «природное — культурное». Он заменил комплекс физических действий, осуществляемых в контексте ландшафта и окружающего мира. Как и в случае с другими технологическими расширениями, тренажер позволяет совершить какое-либо действие, не сходя с места, нажав одну кнопку, активировав рычаг. Впору задуматься о том, что все «новое», что мы делаем и производим, это лишь хорошо усовершенствованное «старое»: дискуссия, то и дело возникающая в среде исследователей новых медиа.
В проекте, который тоже использует велосипед как средство, «Машина для рисования № 1» (Drawing Machine No.1, 2009) Джозефа Гриффитса, искусственно созданная интерактивная скульптура реагирует на крутящиеся педали автоматически генерирующимися разноразмерными кругами, мгновенно рисующимися самой же скульптурой на стене. Активные двигательные действия зрителя приводят в действие механизм, который грифелями разного цвета изображает узоры на стене. Интерактивная составляющая машины для рисования, в отличие от объекта Киселёвой, чрезвычайно ограничена. Она сводится лишь к развлекательному моменту раскручивания педалей с целью получения яркой картинки, нарисованной машиной на вертикальной поверхности напротив. Для чувственности интерактивного опыта зрителя необходимо не только показать, на что способны новейшие технологии, но и пойти дальше, показать их негативные стороны. Иначе результатом, как для художника, так и для зрителя, будет «пустота», остающаяся за неимением эмоционально пережитого опыта. Наделение живых существ новыми формами знания и расширение их эмпирических границ, характерно для современных художников. Так, в проекте «Расширенная рыбья реальность» (Augmented Fish Reality, 2004) американский медиахудожник Кен Ринальдо создал робота, дополняющего функции аквариума для домашних рыбок. Оснастив аквариумы подставками на колесах, камерами и сенсорами, он посадил рыб на персональные средства передвижения. Каждое их движение в аквариуме проецировалось на движение самого «аквариума на колесах» в пространстве. Присутствие нескольких таких роботов в помещении создавало ощущение того, что маленькие рыбки находятся в постоянном контакте. Даже, несмотря на то, что помещены они в отдельные друг от друга остеклённые пространства. Неосознанность действий рыбы, функции мозга которой, по определению, недостаточны, чтобы освоиться в такой среде и научиться управлять своим роботом, совпадает с неосознанностью действий зрителя, вступающего в контакт с «пауэрбайком». Интерактивный объект Киселёвой, впрочем, гораздо более тактилен и благоприятен для освоения человеком.
«Демонстрируя логику создания новых технологических форм и новых идентичностей, искусство формирует главную задачу человека, живущего в эпоху новых технологий — конструирование живого будущего (то есть будущего, наделяющего нас свободой)», пишет Дмитрий Булатов, «а не мертвого, механического будущего, которое строится и без нашего участия». С этой точки зрения демонический «Пауэрбайк» уже не является продолжением традиции создания автономных роботов 1950-60-х годов, а относится к совершенно иному коммуникационному подходу, в котором роль художника является определяющей для установления границ между миром машин и миром искусства.

#### ДиДжи Кэбин / DG-Cabin (2003—2004)

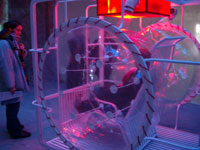
ДиДжи Кэбин. На выставке «Перехожу на автопилот». Центр современного искусства Пассерель, Франция, 2004

Ещё одним таким тренажером, переносившим зрителя в виртуальную симулятивную реальность, является «ДиДжи Кэбин» (DG-Cabin, 2003). На этот раз под прицел художницы попала индустрия компьютерных игр, в последнее время развивающееся даже быстрее, чем это было десять лет назад. Интерфейс компьютерной игры, выхваченный из своего привычного контекста, был дополнен интерактивной скульптурой, при взаимодействии зрителя с которой должны были совершаться действия в игре. Эта кабина — центральная работа персональной выставки Киселёвой «Перехожу на автопилот» (Instrument Flying Rules) в Центре современного искусства Пассерель (Passerelle Centre d’art contemporain, Брест, Франция) в 2004 году, обозначала физические ограничения виртуальной реальности, в которой находился зритель в процессе игры, тем самым, меняя и физическое пространство вокруг. Компьютерная игра была целиком посвящена войне, главной задачей в которой является уничтожение противников. В кабине отсутствуют какие бы то ни было кнопки и рычажки, характерные для типичного устройства управления компьютерной игрой. Взаимодействие с ней осуществлялось путём различных телодвижений зрителей. Но, изначально, они не знали, за что отвечает каждое конкретное действие в среде этого интерфейса.

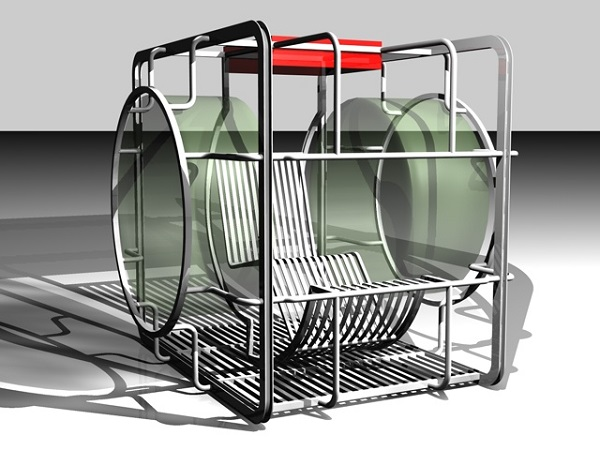
Эскиз ДиДжи Кэбин

Для «ДиДжи Кэбин» характерно полное обнуление физического опыта, уже известного человеку по существующим компьютерным интерфейсам. Более того, она не отвечает никаким нравственным нормам повседневной жизни. Чтобы полностью понять, как работает кабина, необходимо было пройти обучение, которое, впрочем, производилось в условиях симуляции войны, а не в тренировочном режиме. Как и в случае с «Пауэрбайком», скульптура вела себя абсолютно неадекватно, отрицая все действия зрителя, выражая пацифизм авторской позиции. Как только зритель подбирался к цели и собирался уничтожить противника, помимо самого врага, борющегося за свою жизнь, активно мешала ему это сделать и кабина. Являясь метафорой всех морально-этических препятствий, которые сковывают человека на войне, она отрицала жестокость, проецирующуюся и на повседневную жизнь игрока, в дополненной реальности. Эта реальность не может восприниматься в отрыве от жизненных ориентиров. А, как описывала опыт виртуальной реальности Кристина Пауль, она «есть продолжение нашей борьбы за физическое тело».
Интерактивность является самым естественным свойством всякого виртуального мира (равно как и интерфейса, разработанного для управления им), так как его функционирование невозможно без человеческой активности. Кажущееся зрителю очевидным, взаимодействие представляет собой сложную структуру. Подобный проект Нонни де ля Пенья и Пегги Вейлс «Пропавшие в Гуантанамо» (Lost in Guantanamo, 2002) описывала Кристина Пауль: «когда зрители попадают в тюрьму и теряют контроль над своими виртуальными телами, это производит на них сильное впечатление. Это лишает их главного свойства виртуального опыта: интерактивности и контроля над происходящим вокруг». Последнее полностью дезавуировалось Киселёвой, вновь напоминающей человеку о бессознательности его сегодняшней жизни. К сожалению, замысел «ДиДжи Кэбин» не был реализован полностью. Изначально предполагалось оборудовать целый компьютерный клуб, столь популярное среди молодежи место начала 2000-х, где индивидуальный опыт совмещался бы с коллективным, а идея о недопустимости человеческой войны проецировалась бы на онлайн-игру между всеми, кто находился бы в кабинах одномоментно.

#### Как вам будет угодно / Custom Made (2010)

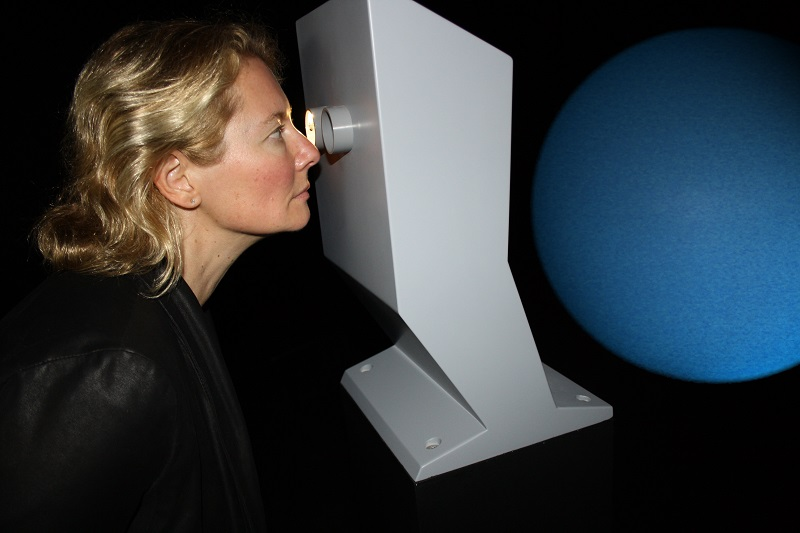
Ольга Киселёва и «Как вам будет угодно»

Совершенно иная степень зрительской погруженности характерна для интерактивной скульптуры «Как вам угодно» (Custom Made, 2010). В конце 2000-х начали приобретать невероятную популярность идеи об «умном доме». Его преимущества представлялись подобным образом: он, без вмешательства человека, способен: во-первых, совершать весь комплекс элементарных бытовых действий (от включения света до мытья полов), и, во-вторых, полностью подстраивать интерьер под потребности хозяина. Это именно то поле самостоятельных живых систем, которое проблематизировала Киселёва в своём творчестве, включая их в диалог в интерактивных произведениях. Начиная с «Где ты?» ещё в девяностых, она гуманизировала окружающую среду, наделяя её отзывчивым, абсолютно человеческим, поведением. Зрителям «Как вам угодно» предлагалось посмотреть в сооружённый в команде с учеными прибор. При помощи нано-сенсоров интерактивная скульптура определяла их цвет глаз. Эти данные передавались в компьютер, который специальными световыми установками окрашивал необходимый элемент в этот цвет: от большого шара в ZKM в 2011 году до знаменитого фасада Центра Жоржа Помпиду (Centre Pompidou) в 2013-м.

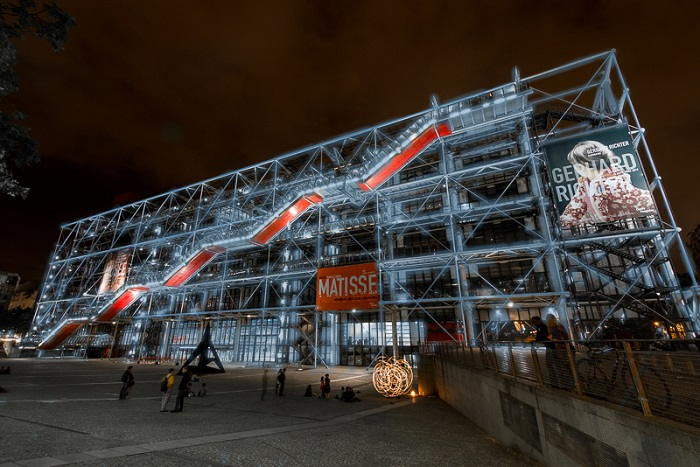
Как вам будет угодно. Интерактивный фасад Центра Жоржа Помпиду, 2013

Идеи об интерактивном влиянии человеческих проявлений на среду были популярны ещё в конце 1950-х, тогда же начали появляться первые художественные объекты, посвящённые этой теме. Одним из ранних произведений был «Светящийся сигнал» (Signal Lumeux, 1958) Такиса. Инсталляция, размещённая посреди одной из городских площадей, реагировала на любые изменения в окружающей её среде, постоянно изменяясь. Как и объекты Киселёвой, она являла собой объект со странным, не ясным зрителю, поведением, будто бы доставленный художником из другого мира. Столь характерная для современного быта прикладная интерактивность в «Как вам угодно» переносится Ольгой в сферу искусства, где, на самом деле, возможно гораздо большее, чем в жизни.
В этой работе Киселёва подвергает критике то, как человек пользуется новейшими технологиями. Несмотря на то, какие возможности предоставляют нано-технологии каждому из нас, человек дважды попадает в плен: сначала машины, затем следующего зрителя. С одной стороны, скульптура фактически становится рабом человека, готовая выполнить любые его приказы. С другой, насколько она подчинена именно ему? Стоит только покинуть её, как она уже выполняет приказы кого-то другого. Зрителю не остается ничего другого, как запоминать, фиксировать в памяти, что когда-то сам Центр Помпиду был окрашен в цвет его глаз. Кажется, что человек должен испытывать некое чувство собственной важности и доминирования, ведь множество людей одновременно становится зависимым от него и от его собственных желаний. Но оно полностью нивелируется, когда во взаимодействие со скульптурой вступает следующий посетитель. «Как вам угодно» даёт возможность члену общества на короткое время почувствовать власть, в скором будущем вынужденным принять пристрастия другого. Несовершенность этой интерактивной скульптуры, заключающаяся в ограниченности её функций до определения цвета глаз, сыграла ей на руку, так как она стала мощной метафорой современной жизни, полной нереализованных возможностей.

#### Наше время / It’s Time (2010)

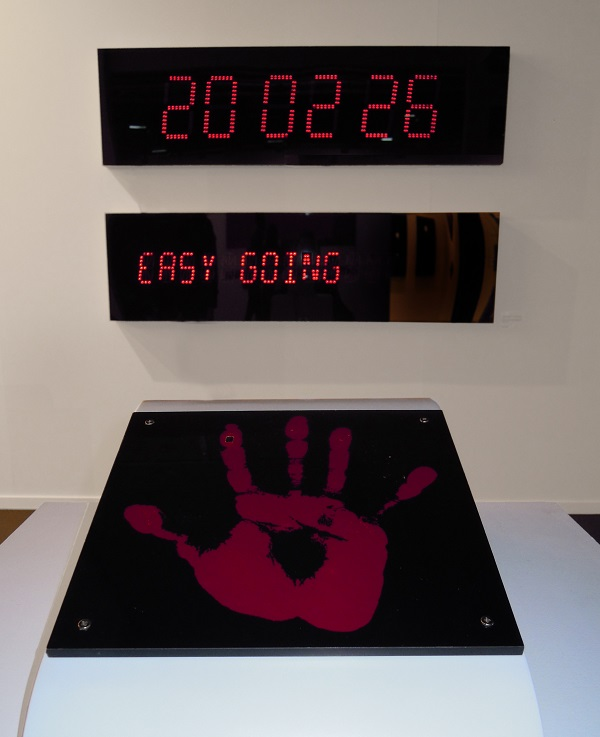
Наше время

«Наше время» (It’s Time, 2010) — это часы, показывающие так называемое «объективное время», исходящее из состояния этого всеобъемлющего организма, коим является человеческое общество. Взаимодействие, которое налаживается между человеком и обществом посредством этих часов, представляет собой те механизмы, которыми живёт современный мир. В зависимости от того, в каком тонусе находится в данный момент организм зрителя, который прикасается к прибору, реальное время на часах ускоряется или замедляется. Это происходит в течение того периода времени, который зритель посвятил контакту с интерактивным объектом. В конце концов, становится очевидным, в каком темпе живут члены локального сообщества. Помимо временных расчётов, медицинский прибор, реагируя на прикосновение к нему руки зрителя, вступает в почти отеческую роль наставника, по состоянию человека определяя, что сейчас лучше: отдыхать или работать, и даёт соответствующий совет.

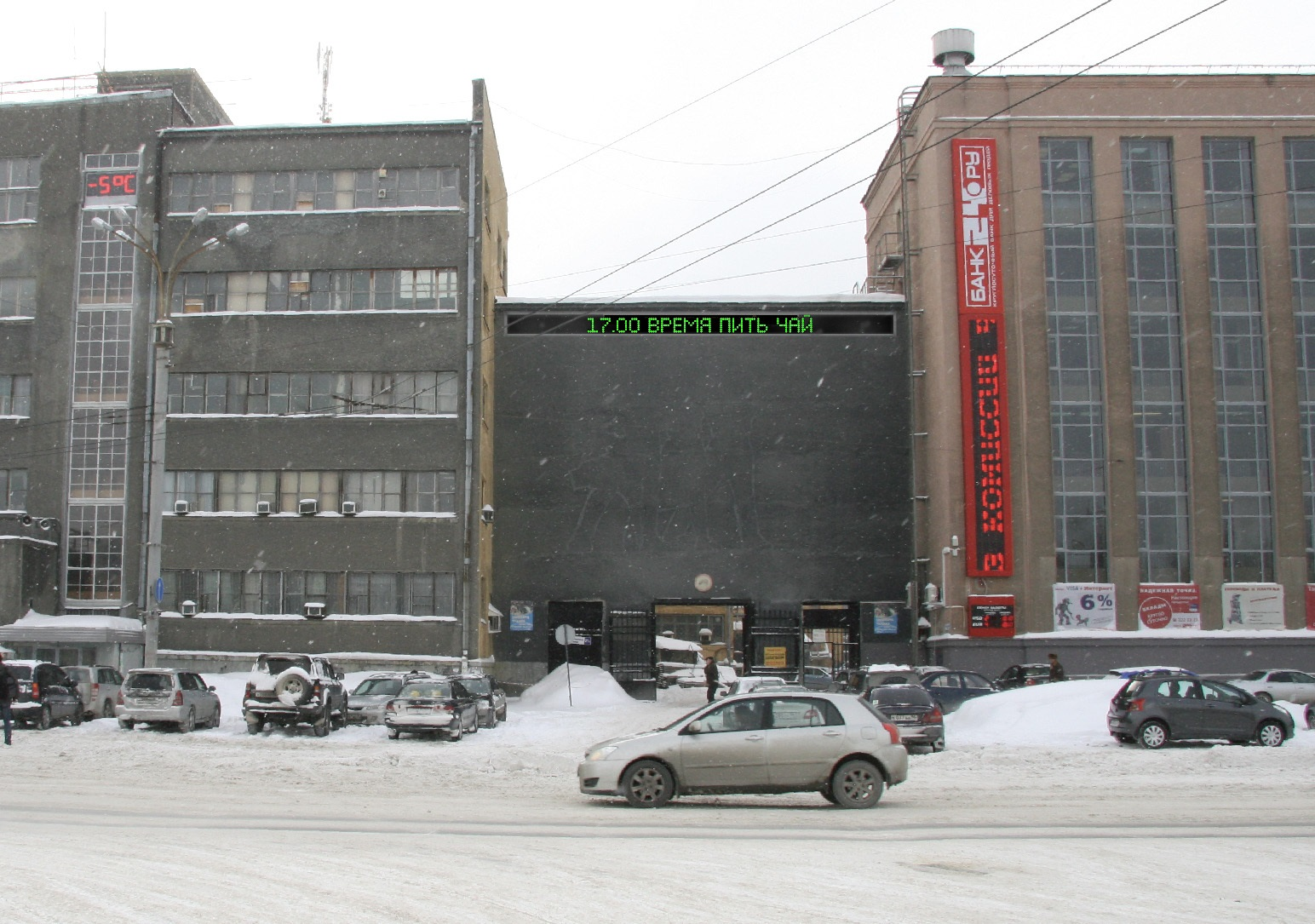
Наше время. Эскиз для Уралмаш-завода в рамках 1-й Уральской индустриальной биеннале современного искусства

Впервые скульптура «Наше время» была показана на проходной Уралмаш-завода в Екатеринбурге, в рамках 1-й Уральской индустриальной биеннале современного искусства в 2010 году. Киселёвой было важно, чтобы для каждого из рабочих время шло по-своему, а жизнь предприятия и города была способна приспособиться к биологическому ритму людей, подсчитав общее время для всех. Бегущая строка на электронном табло изначально говорила по-русски, давая рабочим психологические советы, что лучше делать в этот момент — мобилизироваться на ударный труд или уделить время себе, выпить чаю, сходить в баню. В результате следующих выставок было экспериментально доказано, что темп жизни уральцев значительно отличается от темпа жизни парижан. Часы были продемонстрированы в Лувре, который закупил эту работу сразу по окончании Уральской биеннале. В конце рабочего дня французов они спешили на много часов вперед, в отличие от отставших от реального хода времени екатеринбургских.

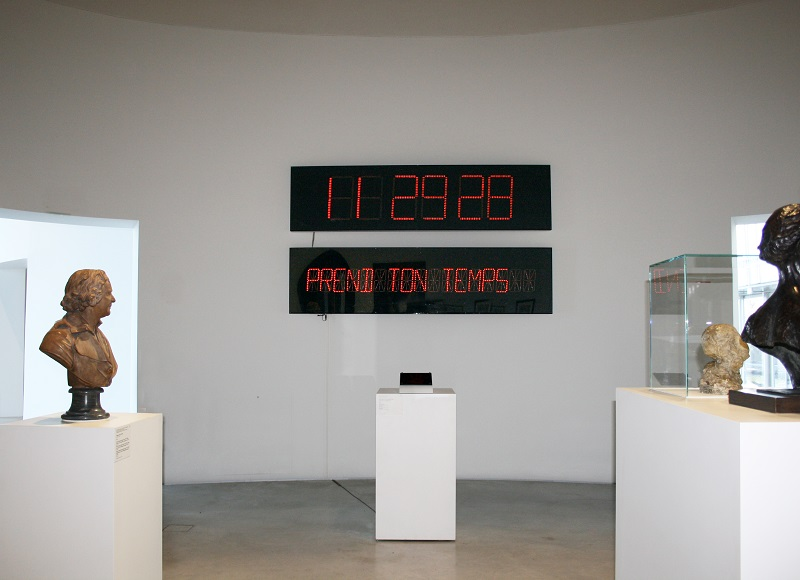
Наше время. Постоянная экспозиция, Лувр Лэнс, Франция

Эта машина, вновь выполненная Ольгой в красных цветах, становится заместителем художницы и выполняет те функции, которыми та её наделила. Только лишь благодаря интерактивным качествам объекта и появления у зрителя чувства причастности становится возможным интимный диалог зрителя с произведением искусства, которое может вскрыть неизвестные даже ему тайны функционирования его организма.
```
Эстетика бегущей строки, интегрированная в искусство в конце восьмидесятых, в частности в известной работе 
Дженни Хольцер
 «Электронные знаки» (Electronic Signs, 1989)
, отнюдь не случайна. Ведь она тоже задаёт ритм жизни в городских пространствах, заставляя нас ускоренно читать сменяющиеся рекламные объявления. «Наше время» проблематизирует динамику жизни человека, который не может в современных реалиях жить в отрыве от общества: все равно найдется какая-то переменная, которая поставит его в ряд с другими.
```

Ещё в 1962 году Умберто Эко в своём труде «проводил параллели между аудиторией и художником, который теперь создает безграничные возможности для зрителя участвовать в производстве непредсказуемости». В диалоге с цифровыми технологиями новых медиа Ольга Киселёва открывает для зрителя возможности, ограниченные полем её интересов. Дополнительные смыслы, которые она закладывает в свои интерактивные скульптуры, дают зрителю познать новые для себя формы опыта интеракции с технологическим.

#### Цена времени / Time Value (2012)

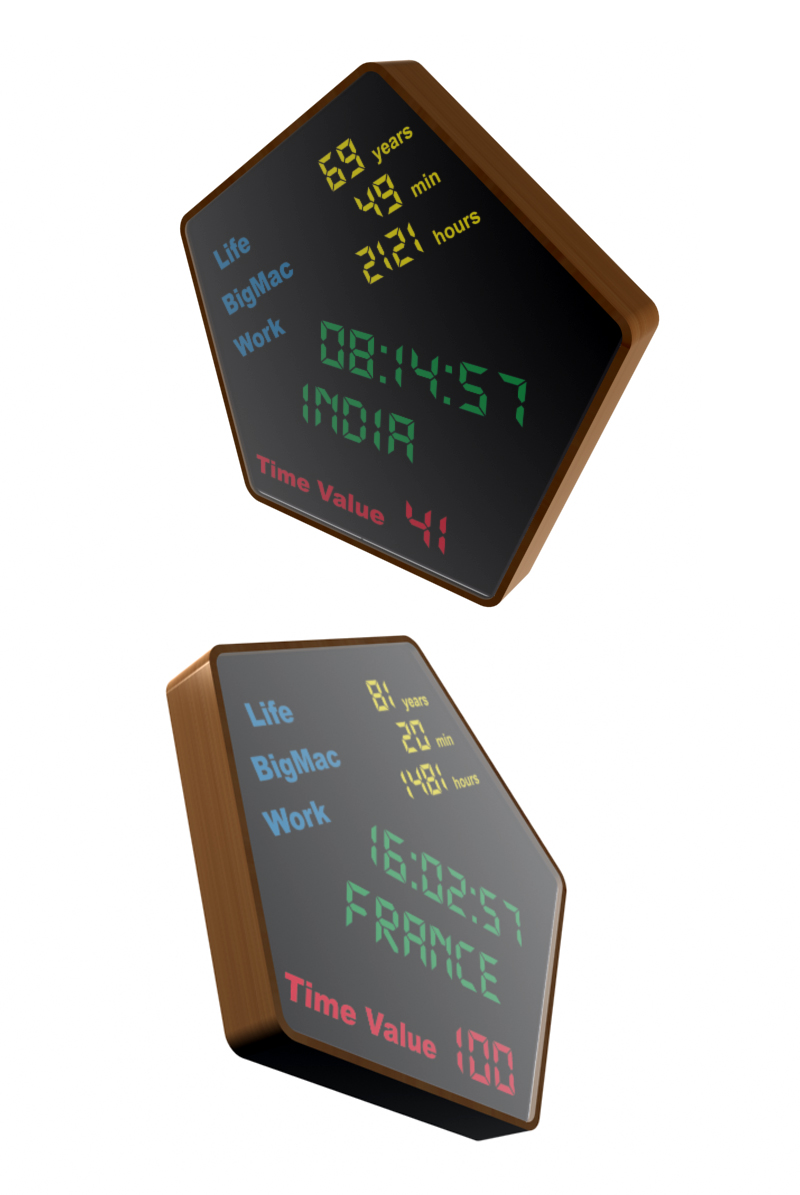
Ольга Киселёва. Цена времени. Эскиз

Важный для интерактивного искусства аспект времени раскрывается в двух следующих работах. Советское прошлое отдается в проекте «Цена времени» (Time Value, 2012). Зная, насколько в социалистическом государстве был обесценен труд простого человека, Ольга Киселёва спроецировала это знание на современные реалии. Здесь, как и во многих других своих работах, она выступает в роли художника-исследователя. Составными частями проекта являются: графическая серия, предсказывающая постепенное обесценивание человеческого труда когда-то в ближайшие десятилетия, по сути, представляя художественный прогноз на будущее, а также «умные» часы в форме советского «знака качества» — пятиугольника с закруглёнными краями. Несколько стоящих в ряд часов показывают время в разных точках мира, одновременно по специальной формуле подсчитывают «цену времени» в каждой из них и передают результат на встроенную бегущую строку.

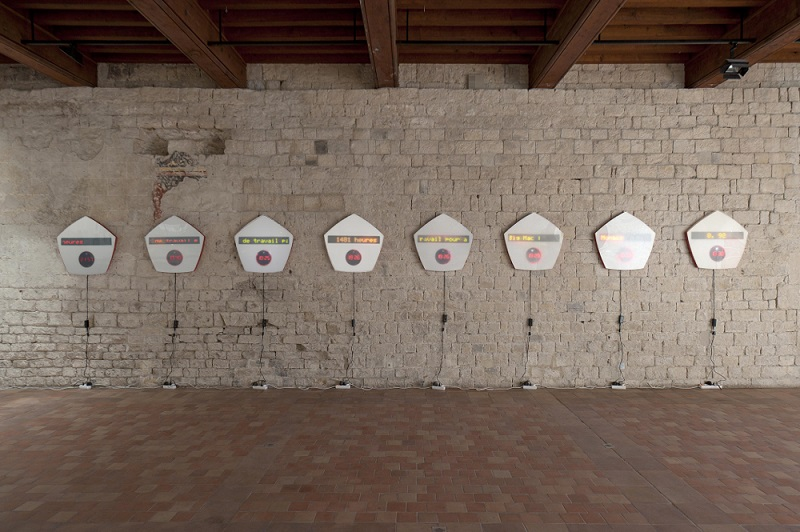
Цена времени

Такая депрессивная работа, вгоняющая зрителя в размышления о смысле собственной жизни, тем не менее, выполнена в ярких красных тонах. Этот цвет использовался коммунистами во всем. Им удавалось «красиво» (обращаясь к значению красного цвета в различных культурах) подать любую, даже не самую гуманистическую, идею. Многочисленные призывы к труду сверх положенного срока, эксплуатация ресурсов населения на тяжелом производстве: лишь немногое из того, что было характерно для советского периода, жизнь индивида в которой была чрезвычайно обесценена. Киселёва не настаивает на том, что к подобному устройству в будущем стремится весь мир. Средствами искусства и с исключительно благими намерениями она хочет предотвратить подобную ситуацию. Возвращаясь к интерактивным типам, о которых речь зашла ещё в первой главе, в «Цене времени» отсутствует взаимодействие со зрителем. Речь идет о коммуникации целых городов, и даже стран. Их союз представляет единый дышащий организм, политика в отношении человека в котором приобретает все более агрессивный характер. Открытость, сотрудничество и искусство: вот, что может спасти мир от предсказываемой художницей катастрофы.

### Мобильное искусство
Художница с обострённым чувством мгновенных социальных изменений, производимых на общество новейшими технологиями, Ольга Киселёва не могла пройти стороной мобильный телефон, этот в наивысшей степени интерактивный медиум. Ведь он проблематизирует многие вещи, возникавшие в её творчестве: от глобализации до тотальной слежки. Интересует её, прежде всего, технология бар-кода, с которым способен взаимодействовать любой телефон, оснащённый камерой. Визуализированный программный код эстетически представляет собой непонятный двухцветный лабиринт, способный при помощи считывания его мобильным устройством доносить до человека дополнительное художественное сообщение.

#### Тьютор / Tutor (2006)

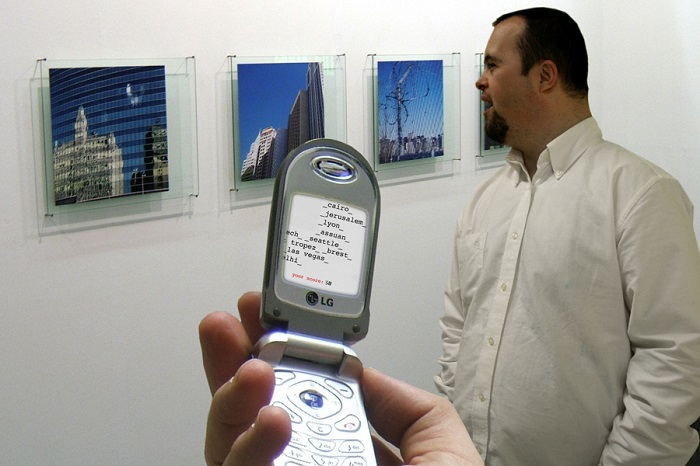

Работа в этом направлении для Киселёвой началась с проекта «Тьютор» (Tutor, 2006), реализованного на площадке музея Гуггенхайма в Бильбао (Museo Guggenheim Bilbao), Испания. Смысл заключался в том, чтобы помочь людям с ограниченными интеллектуальными возможностями ориентироваться в городском пространстве. Совместно с командой ученых, Киселёва разработала специальную систему поддержки, которая учитывает физические ограничения инвалидов, для получения наиболее подходящего для каждого человека помощника. Специальная программа, установленная на мобильный телефон человека с ограниченными возможностями, не только могла считывать визуально одинаковый для всех код, но и адаптировать его под степень его ограничений. То есть, идентифицировать себя с конкретной личностью. Эффективность этой системы можно познать в сравнении с собакой-поводырём для слепых. Искусство, в данном случае, выполняет свою социально важную функцию, удовлетворяя потребности населения.

#### Серия Перекрестные миры / CrossWorlds (2007-по н.в.)

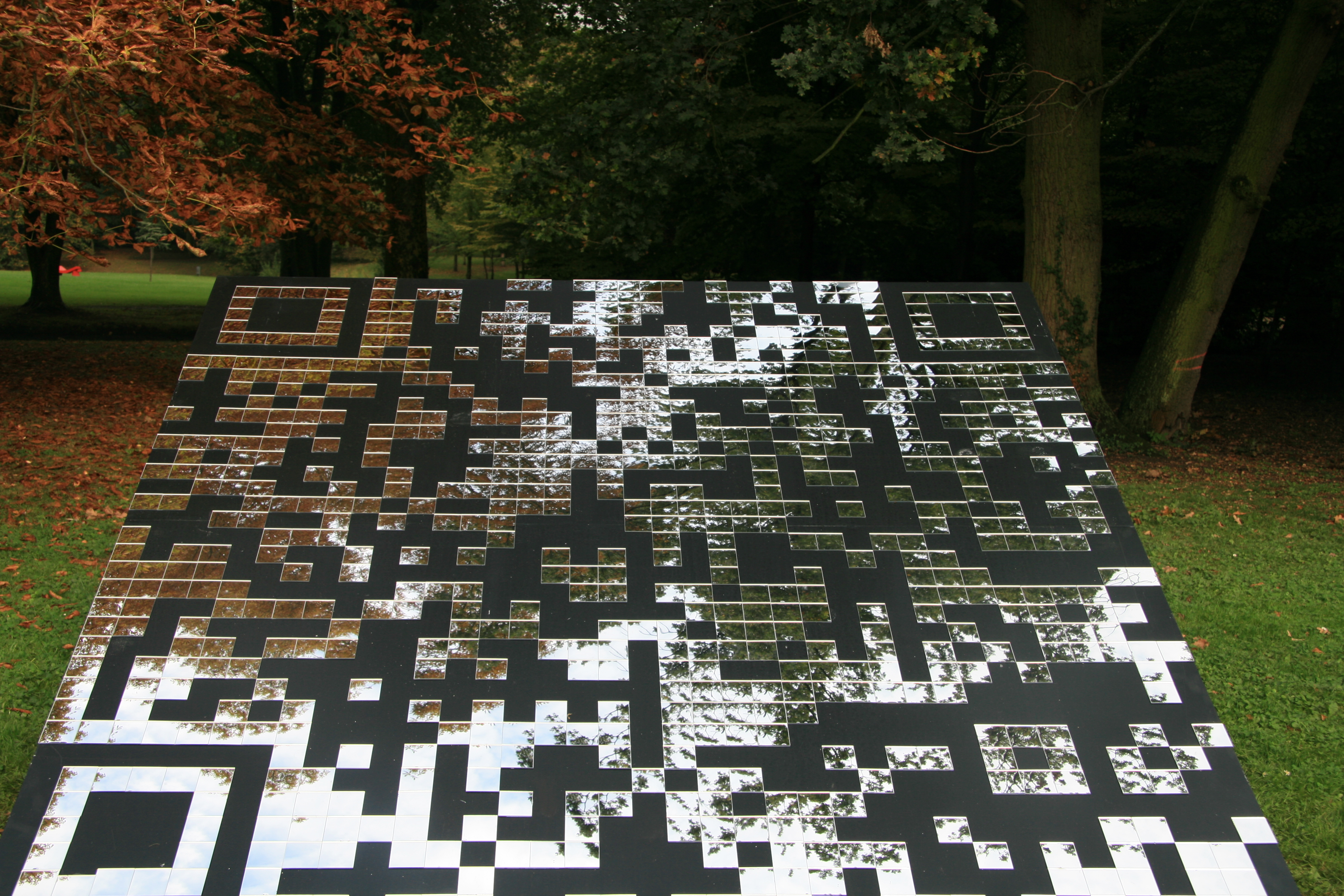
Зеркало снежной королевы. Из серии «Перекрестные миры». На выставке в аббатстве Мабуссьон, Франция, 2007

Наибольшие завоевания Ольги Киселёвой в области искусства электронных тегов были продемонстрированы на персональной выставке «Старая, добрая Франция» (Douce France, 2007—2008) в Аббатстве Мабуссьон (Abbey Maboussion). По всей территории аббатства встречались бар-коды. Выполненные в той или иной технике, они будто бы вели зрителя по неизведанному лабиринту, как в случае с проектом «Тьютор». За тегами скрывались художественные сообщения. Критик Кристоф Ким назвал их «знаками, которые не врут». Уже на входе в аббатство, где каждый зритель получал мобильный телефон с установленной программой для их считывания, нас приветствуовал тег, гласящий «Сеть двулична: она одновременно свободна и опасна» (The network has a double face: both a danger and a vector of freedom). Гораздо лучше в её условиях обладать навигационным прибором. Коды на выставке были расположены так, что по какой бы тропинке зритель не двигался, на его пути встречался код, который отсылал его к следующему. Лабиринт внутри здания аббатства был выстроен так, что время от времени посетитель попадал в комнаты с интерактивными инсталляциями Киселёвой. Электронный код, который в результате математических вычислений обретает визуально приемлемую форму, преображается в публичную скульптуру и становится художественным артефактом.

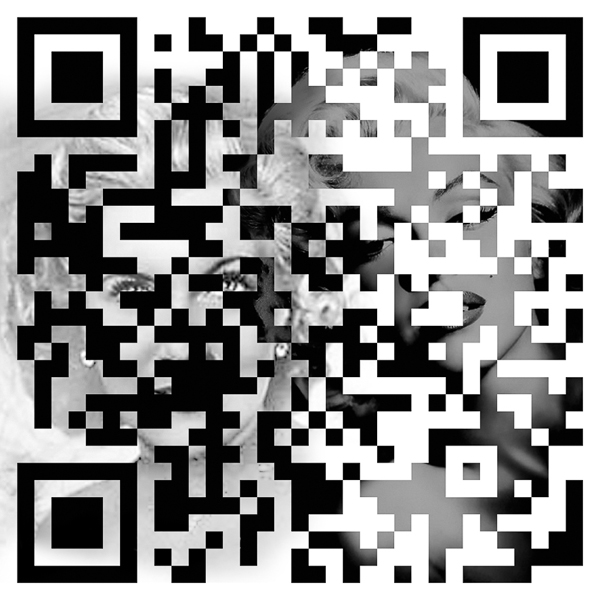
А ты записался в волонтёры? Из серии «Перекрестные миры»

Суть «Перекрестных миров» в том, что понимание и размышление над их информативной составляющей, возникающая лишь при считывании тега устройством, становится важнее, чем просто разглядывание холста, на котором тег замещает картину (фото, коллаж, графика). На этом пересечении цифрового и художественного рождается нечто новое, что предстоит познать зрителю. В 2000-х бар-коды чаще всего использовались в рекламе в самом широком её смысле (от люксовой до социальной). Этот приём применялся для уменьшения затрат за счёт расширения виртуального информационного поля путём экономии физического пространства. Киселёва нарочито избегает этого, иногда производя теги огромного размера, как в работе «Зеркало Снежной Королевы» (A Mirror of Ice Queen, 2x2,5x2,5 м, зеркало, плексиглаз), располагавшейся в парке аббатства.

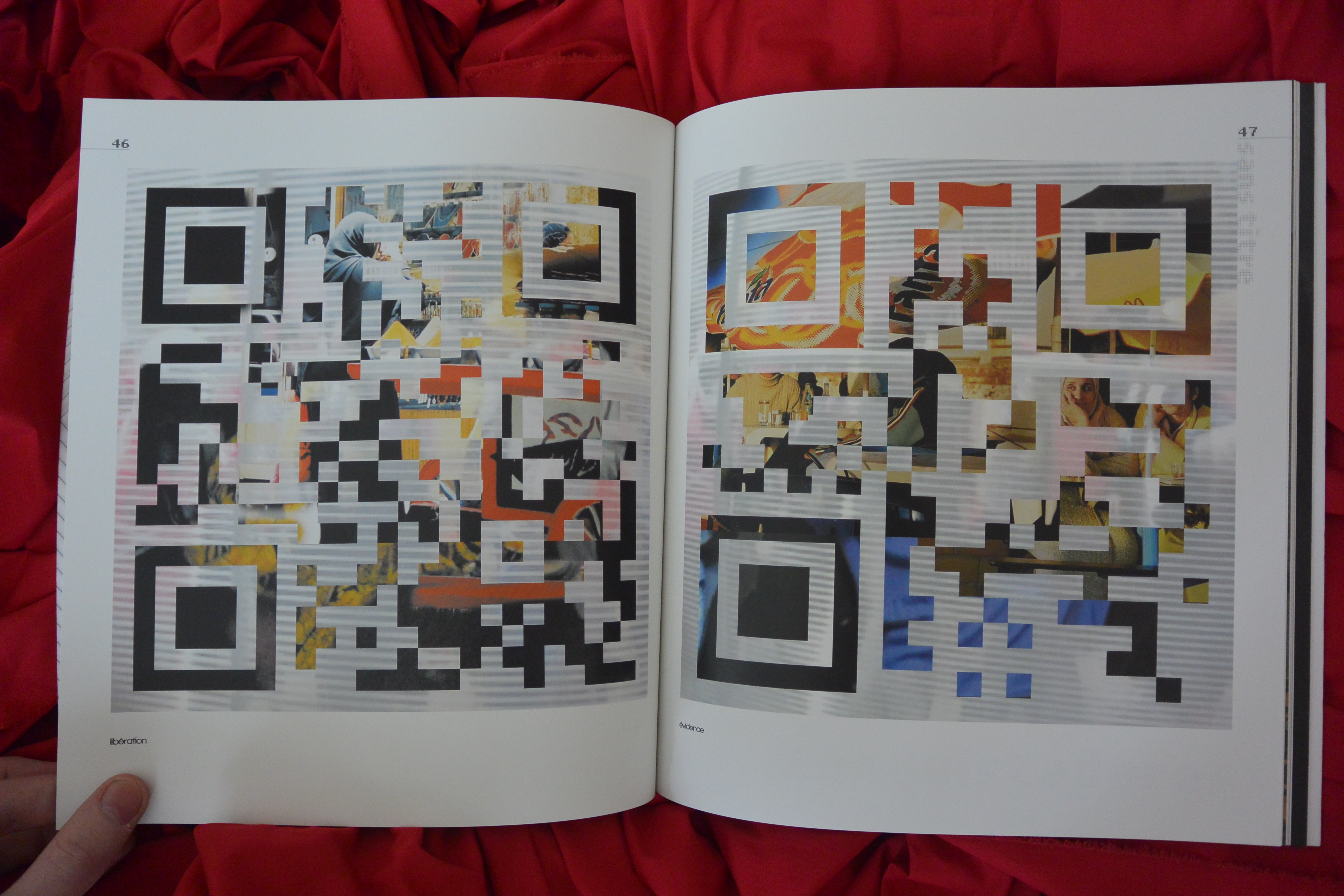
Освобождение и Свидетельство. Из серии «Перекрестные миры»

Несколько отстраняясь от мира высоких технологий и рекламы, Ольга Киселёва создала ситуации более дискретные и сложные в понимании. С одной стороны, они являются знаками, графическими формами, размещёнными на земле или на стене. Они встроены в пространство, структурируют его и задают тот ритм, благодаря которому складывается маршрут. С другой, прочтение знака диктует определённое понимание контекста. Последнее может быть дополнено смыслами и информацией, которые вкладываются художницей в интерфейс мобильного устройства — текст, фото, видео, место на карте. И, несмотря на то, что по сути своей эта информация имперсональна, она может быть трактована весьма индивидуально, из-за того, что транслируется в мобильный телефон, объект повседневной интимной жизни человека. Знаки, которые одновременно находятся на публичной территории и в частном пространстве телефона порождают огромное количество вопросов, диалогов и различных форм обмена. Искусство Киселёвой строится в этих работах исключительно на коммуникации.

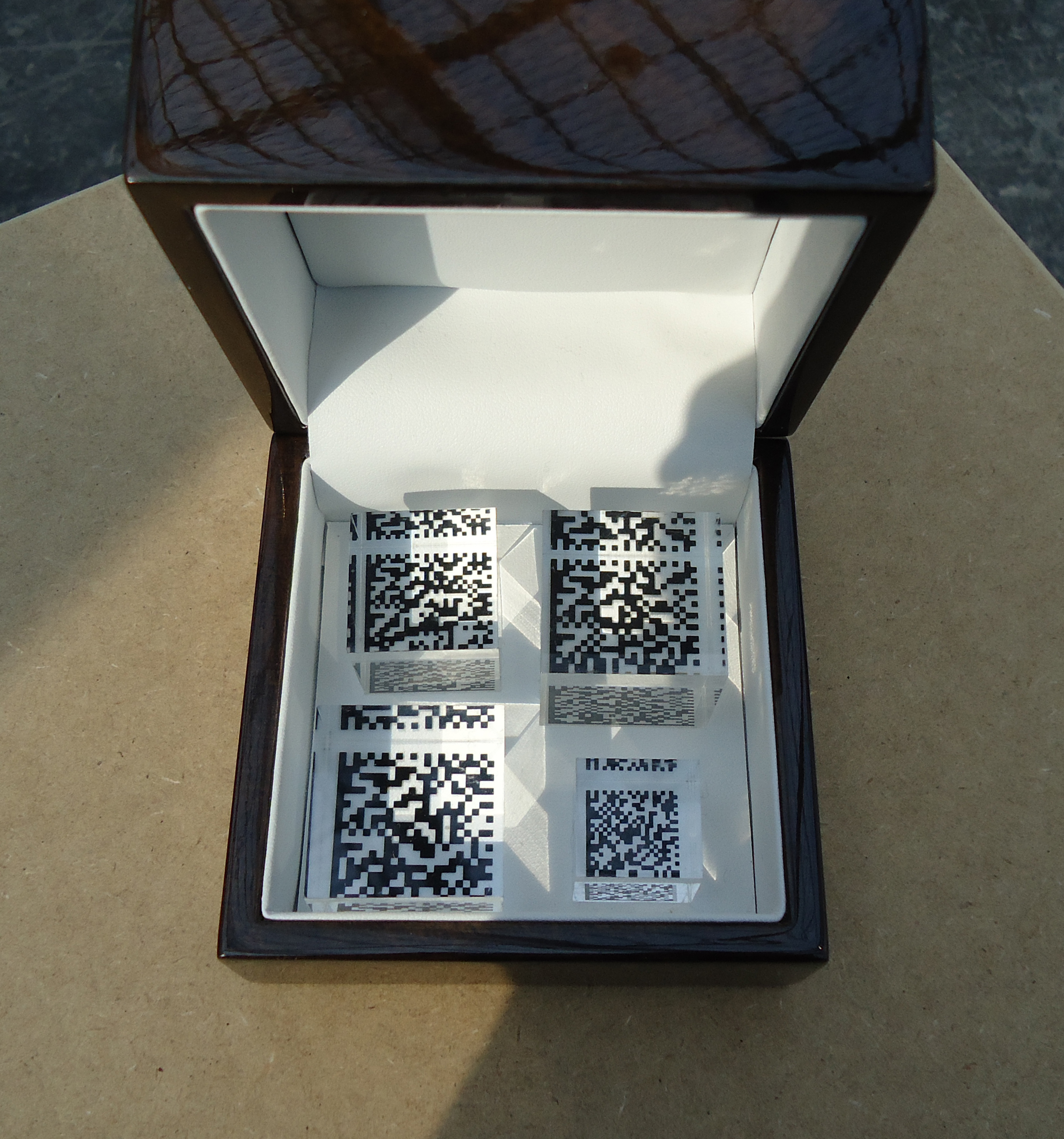
Ящик пороков. Из серии Перекрестные миры

В «Перекрестных мирах» Ольга обозначает важность личности зрителя, и делится с ним правом быть причастным. Но от него, как и от художника, требуется бдительность, и некая доля ответственности, благодаря которой задействуются эстетические суждения и становятся возможны различные формы диалога. Знаки перестают существовать без присутствия человека, их смысл раскрывается только в связи с людьми. Поэтому художнице важно инициировать диалог между знаком и человеком. Затрагивая вопросы интимного, или частного, в их проявлении через мобильные телефоны, мы отмечаем, что это напрямую связано как с тактильными свойствами интерактивного искусства, так и с темпоральными. Причастность, или вовлечение, подразумевает завладевание чьей-то областью интересов, следовательно, это связывается равно как с усилием, так и со временем, затраченными человеком на процесс погружения. Становясь причастным через своё технологическое расширение и благодаря взаимодействию с ним, зритель получает как чувственный, так и тактильный опыт. Ещё в середине 2000-х Ольга Киселёва предвидела нашу сегодняшнюю зависимость от электронных аппаратов.
Образцы экранной реальности может свободно получить любое мобильное устройство. У Киселёвой они, чаще всего, содержат одно единственное слово, добавляющее дополнительный смысловой уровень к уже полученной в физическом мире информации в виде графического кода, наложенного на какое-либо изображение. Для них характерен впечатляющий эффект, создающий контраст между миром знака и миром образа.

#### Ящик пороков / Vice box (2012)

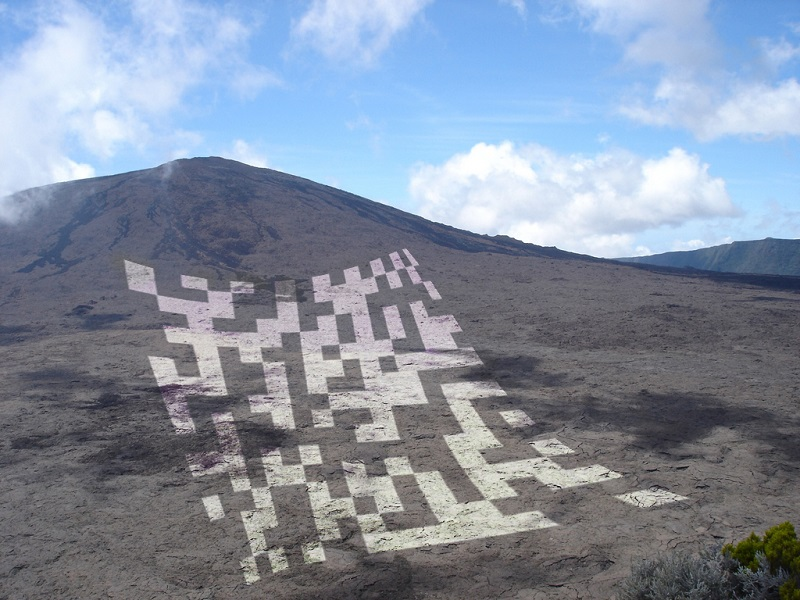
Санси. Из серии Перекрестные миры

В масштабном по замыслу и чуть менее масштабном по физическому размеру проекте «Ящик пороков» (Vice box, 2012) Ольга Киселёва развивает свои устремления в области электронных тегов. Это серия маленьких, полностью прозрачных, пластиковых кубиков, внутри которых спрятаны бар-коды. Каждый из них рассказывает о каком-либо пороке. Зрителю предлагается собрать свою персональную коллекцию грехов, которые будут ежедневно напоминать ему об их негативном свойстве. Внешне, и по размерам и по форме, они напоминают бриллианты кубической формы и взывают к предметам персонального быта, что полностью противоречит их скрытому содержанию. Как только происходит считывание, на экране появляются расшифрованные видео, демонстрирующие такие человеческие качества как похоть, фривольность, зажатость и т. д. Мы воспринимаем работы с электронным тегом уже не как обозначенные художником истины, но как объекты и знаки, открывающих нам пути к размышлению[Kihm]. Конечно, при условии наличия определённой мотивации, спровоцированной желанием разгадать шифр.

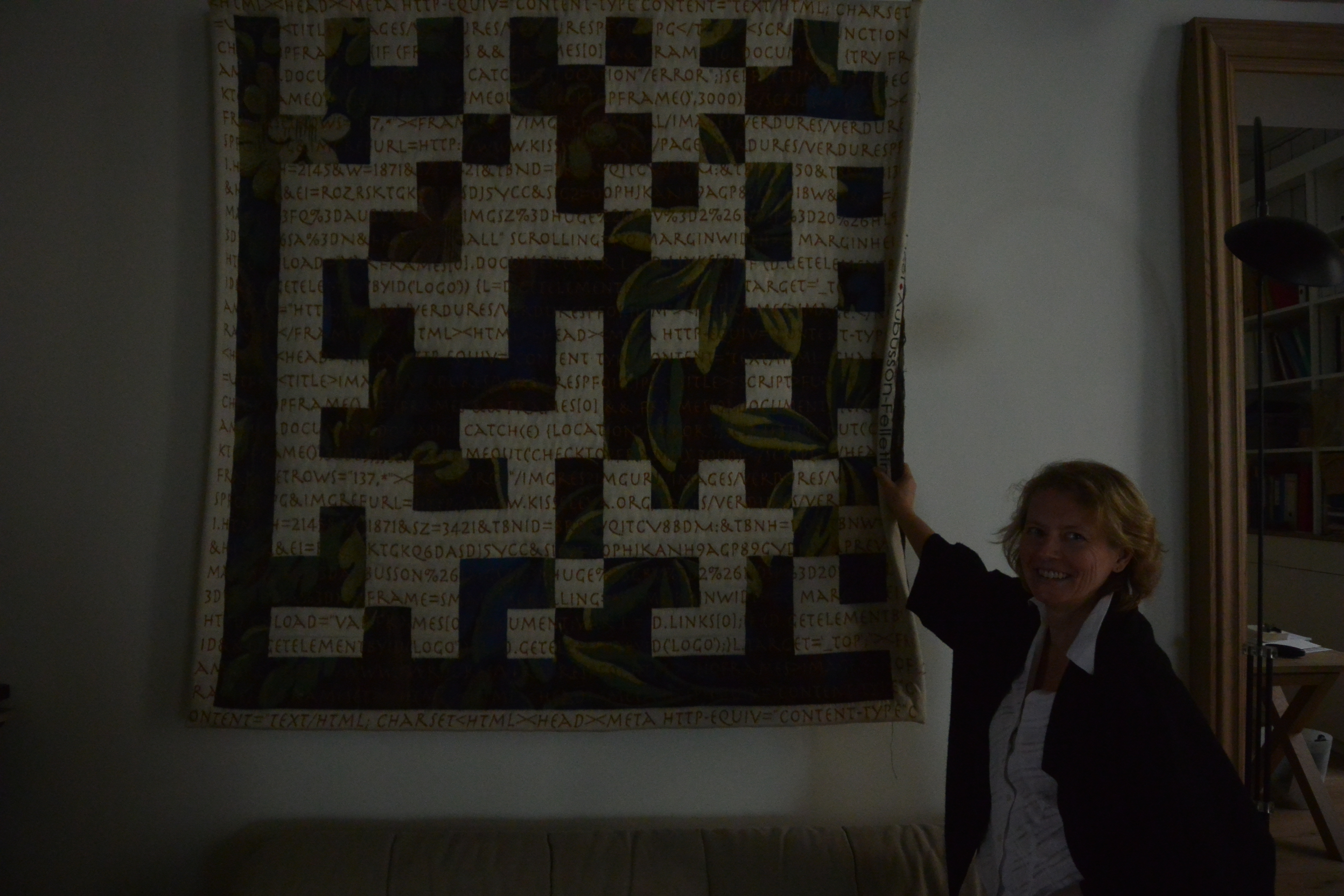
Ольга Киселёва и Источник (2012). Из серии «Перекрестные миры»

#### Источник / Source (2011)
На фестивале «Природа и искусство» (ART&NATURE) в Санси (Франция) Киселёва создаёт бар-код из природных элементов так, чтобы он мог считываться со склона горы напротив. Огромные глыбы камня образуют пресловутый лабиринт. Гобелен, произведённый на старейшей в Европе фабрике Обуссон-Феллетин, при прочтении гласит: «источник» (source). Созданный по всем древнейшим технологиям ткачества гобеленов, с которым знакома и сама Киселёва вследствие своего образования, гобелен воспроизводит классический растительный орнамент, насквозь пронизанный компьютерным кодом. Метафора вечного источника как нельзя кстати подчеркивает главный принцип медиа, провозглашённый Маршалом Маклюэном, говорящий о том, что каждое «сообщение есть средство сообщения». У каждого источника есть свой, более глубокий, источник.

### Другие произведения

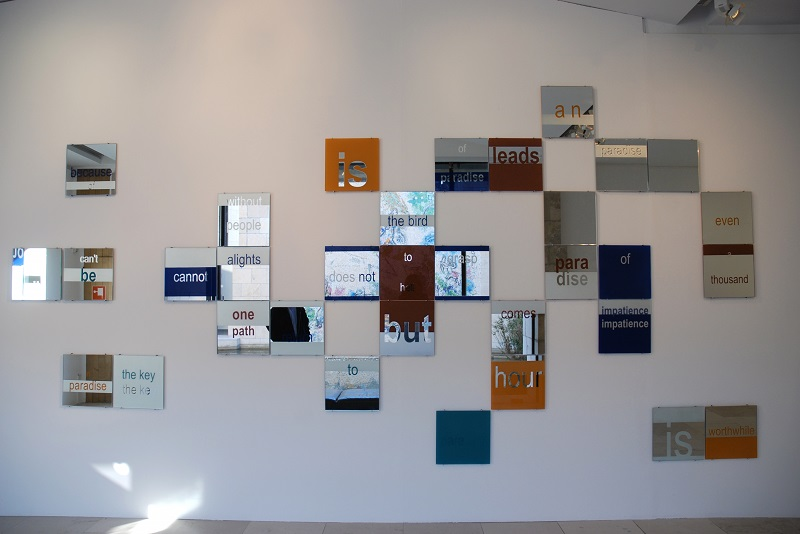
Рай, 2007

#### Зеркало-тролль / Troll mirror (2008)

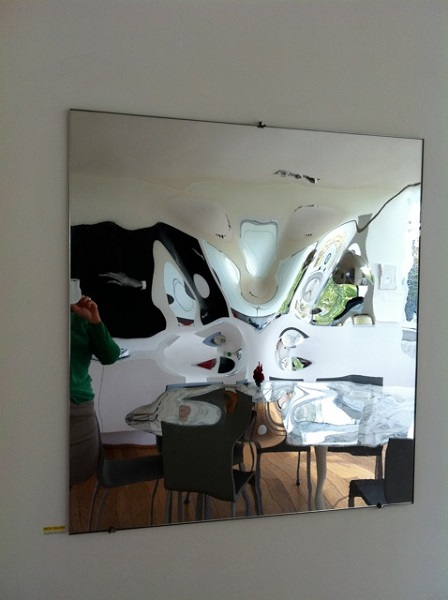
Зеркало-тролль, 2008

В работах Ольги Киселёвой «Рай» (Paradise, 2007) и «Зеркало-тролль» (Troll Mirror, 2008) фокус также направлен на зрителя. Проходя через заложенные художником фильтры, он должен вступить в диалог с самим собой. Активным медиа здесь выступает зеркало, в первом случае фрагментарно разбросанное по поверхности стены, а во втором представленное зрителю в виде уникального артефакта. Понятие «рая» как чего-то, существующего после жизни, присутствует во всех священных писаниях, но также и в «Капитале» Маркса. Художница облекает это понятие в форму необычного текстуально-зеркального коллажа на стене. Зеркала с крупно выгнутыми на них обозначениями мировых валют постоянно напоминают человеку о консюмеризации общества, в котором он живёт. Подобное включение зеркала в структуру интерактивной инсталляции нередко для интерактивного искусства 2000-х. В частности, для работы под названием «Аудитория» (Audience, 2008) интернациональной группы медиахудожников «Рэндом интернэшнл» (Random Int.), в которой расставленные рядом небольшие зеркала направляются на каждого из зрителей в отдельности при помощи специальных механизмов. Киселёва же при работе с зеркалами не использует возможности машинерии, подразумевая, что этот медиум как ничто другое знаком и близок человеку, для которого он и существует.
Несмотря на то, что эти проекты не являются самыми новаторскими для творчества художницы, они определённо говорят о технологическом богатстве её искусства. Они гораздо ближе по жанру к «современному искусству» (в смысле contemporary art) нежели к медиаискусству. Несмотря на это, проникновение в сам процесс таких классических технологий, как например производство зеркал, а также в различные элементы повседневной жизни и окружающей нас действительности, делает её произведения крайне отзывчивыми и эмоциональными. А эти характеристики уже гораздо ближе к искусству новых медиа, чем к контемпорари-арт.

#### Борьба за власть / Power Struggle (2011—2013)

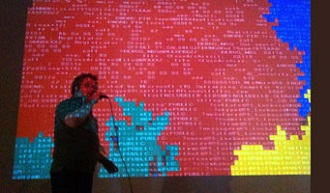
Фрагмент перформанса

В серии перформансов «Борьба за власть» (Power Struggle, 2011—2013) ещё раз проблематизируется концепция медийного шума, преобладающего в современной жизни. Математически выверенные цифровые структуры превращаются в странный, непонятный глитч. Художница вновь напоминает человеку о том, как многочисленные информационные потоки засоряют его сознание. Каждый из перформансов начинается с того, что на сцену заходит художница и садится за стол с компьютером, погружаясь в цифровой мир. Вслед за ней выходит перформер (танцор или артист), который или исполняет современный танец, или аудиально интерпретирует происходящее на экране, демонстрируя обитание автора в виртуальном мире. Одновременно с этим на проекции, расположенной сзади и служащей фоном для артиста, начинает стремительно бежать двоичный код. Визуализируемые по краям экрана, цифровые массы борются друг с другом за доминирование. Воплощённая в видео на проекции, считывается метафора борьбы за власть над умами, правительствами и корпорациями. Когда один из «участников» борьбы одерживает победу, экран полностью занимается одним из цветов, а речь артиста превращается в гул — единственное, что теперь займет умы, когда прекращена всяческая борьба — сплошной гул и пустота. Эта борьба интерактивна в том смысле, что неизвестно, кто в ней победит. Но интерактивность для зрителей здесь мнима, так как они не имеют шанса повлиять на то, что произойдет на экране. Единственное, что они получают, это возможность воспользоваться полученными переживаниями в собственной жизни.